# HT
Hovedstadsområdets Trafikselskab (HT) var et regionalt trafik- og tidligere også busselskab, der stod for den offentlige bustrafik i Hovedstadsområdet.
HT blev formelt etableret i 1973, men begyndte først reelt i 1974, hvor det overtog busdriften fra 12 offentligt ejede eller dominerede selskaber. Det blev dermed det første regionale trafikselskab i Danmark. Formålet var at samle driften og planlægningen af den kollektive trafik. De private busselskaber i Hovedstadsområdet blev entreprenører for HT i 1975, hvor der også blev etableret et fælles takstsystem for busser og privatbaner. DSB kom med i takstsystemet fra 1978-1979. I 1990'erne blev både HT's egen og entreprenørernes bustrafik udliciteret, og fra 1995 havde man ikke længere drift af busser selv.
I 2000 indgik HT i Hovedstadens Udviklingsråd (HUR), hvor det fortsatte som trafikdivisionen med ansvar for planlægning, realisering og styring af busdriften og privatbanerne. I 2003 indførtes betegnelsen HUR Trafik, men i praksis forblev HT-logoet i brug på mange busser. I 2007 blev HUR Trafik lagt sammen med Storstrøms Trafikselskab og Vestsjællands Trafikselskab til det nye trafikselskab Movia, der herefter styrer trafikken øst for Storebælt, dog ikke Bornholm.

## Historie

### Forhistorie
Det første forsøg på at etablere en overordnet koordinering af den kollektive trafik i København og omegn blev gjort i 1936. Ministeren for offentlige arbejder nedsatte et udvalg bestående af Københavns Sporveje (KS) og DSB, der skulle undersøge mulighederne for et samarbejde mellem de to selskaber og med de private busselskaber. Tanken var at der skulle skabes en overordnet planlægning og takstsystem i Hovedstadsområdet, i stedet for at hvert selskab kørte med sine egne takster og planer. KS, der dækkede de centrale Københavns og Frederiksberg Kommuner, ønskede dog frihed til at disponere på egen hånd. Så det ønskede samarbejde blev ikke umiddelbart til noget. Da DSB indførte takstområdet Københavns Bybane 1. maj 1939 for de strækninger, der lå indenfor de to kommuner, blev der dog indført fællesbilletter til passagerer, der skulle skifte mellem KS og bybanen. Derudover samarbejdede KS med NESA om fælles linjer, ligesom KS også gjorde det med Amagerbanen fra september 1947.
Omkring 1950 undersøgte flere udvalg og kommissioner trafikforholdene i Hovedstadsområdet. Boligministeriet nedsatte således Samfærdselskommissionen, der fremkom med en betænkning i 1955. Her blev det konkluderet, at der skulle nedsættes et trafikråd, der skulle overtage de hel- og halvoffentlige trafikmidler og indføre et ensartet takstsystem med fri omstigning. Der var imidlertid ikke økonomisk og politisk vilje til at omsætte planen i praksis. Et udvalg under hovedstadskommunernes samråd arbejdede dog videre med sagen i begyndelsen af 1960'erne. På det tidspunkt boede størstedelen af Københavns indbyggere stadig i Københavns og Frederiksberg Kommuner. Derfor blev der primært fokuseret på en trafikal sammenslutning for de to kommuner og det omkringliggende Københavns Amt, mens Roskilde og Frederiksborg Amter kun indgik med mindre dele. Umiddelbart skete der dog ikke mere, end at de private busselskaber i Storkøbenhavn indførte fælles månedskort 1. juni 1960 og fælles omstigningsbilletter 1. marts 1963.
Det blev kommunalreformen, der gennemførtes 1. april 1970, der blev med til at sætte gang i tingene. Den berørte ikke umiddelbart Storkøbenhavn, men i foråret 1970 nedsattes Hovedstadsreformudvalget, der skulle overveje de kommunale forhold i Hovedstadsområdet. I udvalgets betænkning fra april 1971 ønskede et flertal, at der skulle oprettes et hovedstadsråd, der blandt andet skulle stå for trafik. Det skulle ses på baggrund af, at forudsætningerne for de tidligere planer ændret sig. København havde således spredt sig så meget, at der nu boede flere indbyggere udenfor Københavns og Frederiksberg Kommuner end i dem, hvilket gav et større trafikbehov. Samtidig havde flere private busselskaber fået økonomiske problemer, så de enten måtte overtages af de berørte kommuner eller have støtte fra dem.
Det endte med, at Folketinget 13. juni 1973 dels vedtog en lov om oprettelse af Hovedstadsrådet og dels en lov om organiseringen af den kollektive trafik i Hovedstadsområdet. Den sidste lov pålagde Københavns og Frederiksberg Kommuner samt Københavns, Frederiksborg og Roskilde Amter at stifte et busselskab, der fik ret til at overtage bustrafikken fra alle offentlige ejede eller dominerede selskaber. Som følge heraf dannedes Hovedstadsområdets Trafikselskab (HT) formelt 1. august 1973, idet selve overtagelsen af bustrafikken skulle ske senest 1. oktober 1974.
1. august 1973 etableredes desuden Trafikrådet, der fik koncessionsmyndighed for al buskørsel i området og til opgave at fremme koordineringen af anlæg, trafikbetjening og takster på bane og vej. Inden 1. oktober 1976 skulle det desuden finde frem til en forening mellem busser og jernbaner. Trafikrådet kom til at bestå af 13 medlemmer. Ministeren for offentlige arbejder valgte seks eksperter, de tre amtsråd, Frederiksbergs kommunalbestyrelse og Københavns Borgerrepræsentation seks politikere og regeringen formanden Erling Olsen. Dertil kom et mindre sekretariat, der fik til huse på Roskilde Station. Erling Olsen lagde op til, at fjerne alle takstgrænser og indføre fri omstigning mellem alle busser og tog, når HT begyndte driften. Men selvom resten af Trafikrådet nok ønskede ændringer, var der ikke umiddelbar tilslutning til forslaget. Man ville hellere bruge tiden på dybdegående analyser end hurtige løsninger.
Hovedstadsrådet blev oprettet 1. april 1974. Det skulle blandt andet varetage samordning, udbygning og drift af den kollektive trafik samt medvirke til en samlet trafikplanlægning. HT blev underlagt Hovedstadsrådet, der godkendte budgettet og betalte underskuddet. Selve Hovedstadsrådet bestod af 37 medlemmer, der blev valgt af de politiske partier i de tre amtsråd, Frederiksbergs kommunalbestyrelse og Københavns Borgerrepræsentation. Til den daglige drift af HT valgte Hovedstadsrådet og ministeren for offentlige arbejder en bestyrelse på ni medlemmer, der ansatte direktionen. Desuden valgte Hovedstadsrådet, ministeren og medarbejderne et repræsentantskab. I perioden mellem oprettelsen af HT og Hovedstadsrådet valgtes sidstnævntes medlemmer af bestyrelse og repræsentantskab dog af de to kommuner og tre amter.
Sideløbende forhandlede HT med ejerne af de gamle selskaber om overtagelsen af deres aktiver. Forenede Rutebiler, hvis aktiemajoritet ejedes af Gladsaxe Kommune, blev for eksempel overtaget for 13,1 mio. kr. Det var fordelt på 7,7 mio. kr. for 72 busser, 4,3 mio. kr. for selskabets garageanlæg og 1,1 mio. kr. for inventar og løsøre. En del af beløbet blev betalt umiddelbart, mens resten skulle følge over 5-10 år. Privatbanerne og DSB måtte også overdrage deres bustrafik i Hovedstadsområdet men beholdt til gengæld deres respektive jernbanetrafik. Det betød for eksempel, at Gribskovbanens syv busser blev solgt til HT for en vurderingssum på 0,55 mio. kr. Desuden overtog HT kommunernes forpligtigelse til at dække eventuelle underskud på buslinjerne.

### De overtagne selskaber
HT begyndte driften 1. oktober 1974, da man overtog 12 offentligt ejede eller dominerede selskaber eller disses busaktiviteter:
| Selskab                                   | Forkortelse | Antal busser | Bemaling                                              | Bemærkninger                                      |
| Amagerbanen                               | AB          | 24           | Gul med hvidt vinduesparti og lysegråt tag            | Jernbanen blev overtaget af DSB 1. oktober 1975.  |
| Forenede Rutebiler                        | FR          | 72           | Rød med sort vinduesparti og tag                      |                                                   |
| Fredensborg-Humlebæk Kommunes Rutebiler   | -           | 5            | Orange med gult vinduesparti og hvidt tag             |                                                   |
| Gribskovbanen                             | GDS         | 8            | Hvid med blåt mavebælte og fartstriber/hjulskærme     | Fortsatte som jernbaneselskab                     |
| Helsingør-Bussen                          | -           | 16           | Grå med blåt mavebælte                                |                                                   |
| Helsingør-Hornbæk-Gilleleje Banen         | HHGB        | 13           | Grå med rødt mavebælte                                | Fortsatte som jernbaneselskab                     |
| Herlev-Ruterne                            | HR          | 20           | Rød med sort vinduesparti og tag                      |                                                   |
| Hillerød-Frederiksværk-Hundested Jernbane | HFHJ        | 12           | Cremegul med rødt mavebælte og fartstriber/hjulskærme | Fortsatte som jernbaneselskab                     |
| Københavns Sporveje                       | KS          | 645          | Gul med hvidt vinduesparti og lysegråt tag            |                                                   |
| Lyngby-Nærum Jernbane                     | LNJ         | 10           | Sølv med rødt mavebælte                               | Fortsatte som jernbaneselskab                     |
| NESA's Trafikafdeling                     | NESA        | 30           | Gul med lysegråt tag                                  | Resten af NESA fortsatte som elektricitetsselskab |
| Statsbanernes Rutebiltjeneste             | DSB         | 132          | Rød, eventuelt med lysegråt mavebælte                 | Undtagen enkelte ruter ud af Hovedstadsområdet    |

Senere overtoges aktiviteterne fra fem private rutebilselskaber:
| Overtaget         | Selskab               | Antal busser | Bemaling                                       | Bemærkninger |
| 1. april 1975     | Helsinge Ruterne      | 6            | Cremegul med røde fartstriber og rødt tag      |              |
| 1. april 1975     | E. Nystrup Hansen     | 1            | Grøn med hvide fartstriber                     |              |
| 1. april 1980     | De Gule Busser        | 23           | Cremegul med røde fartstriber                  |              |
| 1. september 1982 | Hjortekær Trafik      | 7            | Grøn med cremegult vinduesparti og fartstriber |              |
| 1. april 1988     | Stephansens Rutebiler | 8            | Grå med rød undervogn og rødt tag              |              |

### Etableringen
HT blev Danmarks første regionale trafikselskab, men til at begynde med omfattede det kun de linjer og busser, der var fulgt med fra de gamle selskaber. Starten var da også stilfærdig. I løbet af september 1974 gik de gamle selskaber i gang med at fjerne deres logoer. 30. september 1974 begyndte garageanlæggene så at sætte HT-logoer på busserne, efterhånden som de kom hjem i løbet af aftenen og natten. Nogle få entusiaster markerede en natbuslinje C med afgang fra Ålholm Plads kl. 2.12 natten mellem 30. september og 1. oktober 1974 som den sidste bus i Københavns Sporveje historie. Et par timer senere markerede entusiasterne så en afgang på linje 21 på Hulgårdsvej ved Borups Allé kl. 4.17 som den første HT-bus. Ret beset var det dog en linje 121 fra Køge Station, der var den første med afgang kl. 4.15.
Passagererne oplevede de første ændringer ved køreplansskiftet 13. oktober 1974, hvor enkelte linjer blev etableret og ændret på tværs af de gamle selskabers grænser. Desuden indførtes hurtigbusser til supplering af visse normale buslinjer i myldretiderne, for eksempel linje 5H til supplering af linje 5. Til gengæld fortsatte de eksisterende takstsystemer og takstgrænserne mellem de gamle selskaber umiddelbart. Nogle priser blev dog reguleret, og på Forenede Rutebiler og Herlev-Ruternes tidligere linjer blev rabatkortene erstattet af poletter, sådan som blandt andet Københavns Sporveje brugte. Til orientering begyndte HT og DSB desuden at udgive en samlet køreplan med HT's buslinjer samt DSB's og privatbanernes tog.
HT's administration, økonomi, planlægning og information blev varetaget af det fra Københavns Sporveje overtagne hovedkontor på Gothersgade 53 i Indre By i København. Driften af busserne blev til gengæld fordelt på fire distrikter, der igen blev opdelt i op til fire driftsområder. Distrikt 1, der blev ledet af hovedkontoret, omfattede de tidligere Københavns Sporveje, NESA og Amagerbanen. Distrikt 2 i Hillerød omfattede de tidligere Helsingør-Bussen, Fredensborg-Humlebæk Kommunes Rutebiler, Hornbækbanen, Gribskovbanen, Frederiksværkbanen og DSB's linjer i Hørsholm-området. Distrikt 3 i Gladsaxe omfattede de tidligere Forenede Rutebiler, Herlev-Ruterne og Nærumbanen. Distrikt 4 i Valby omfattede DSB's linjer ad og omkring Roskildevej og Gammel Køge Landevej. Distrikterne faldt senere bort ved en strukturændring 1. november 1983, hvorefter man fortsatte med driftsområder for de enkelte garageanlæg.

### Entreprenører og zonetakst
I forbindelse med etableringen af HT skulle der også findes en ordning for de private busselskaber. Før Trafikrådet overtog koncessionsmyndigheden i 1973, havde busselskaberne fået koncessioner fra trafikudvalg for hvert amt. De gav ret til at køre på gode steder og tider mod også at køre på nogle dårlige. Samtidig gav en længere varighed på koncessionerne også busselskaberne en vis tryghed. Til gengæld kunne det lidt stive system godt give problemer, hvis for eksempel byudvikling gjorde det aktuelt med ændringer. Med Trafikrådet og HT fik man en vis forenkling, men til gengæld mistede busselskaberne kontakten med de lokale kommuner.
Ordningen for de private busselskaber nåede ikke at komme på plads ved HT's start. Men der blev forhandlet med Landsforeningen Danmarks Bilruter (LDB) om en løsning, der både sikrede busselskaberne økonomisk og gav passagererne en rimelig service. Resultatet blev at HT fik entreprenørkontrakter med 22 private busselskaber i Hovedstadsområdet 1. april 1975. Kontrakterne var femårige og betød, at HT fremover modtog billetindtægterne og til gengæld betalte driftsomkostningerne. For de private selskaber betød det, at de fik nogle økonomiske rammer, de kunne planlægge efter. Til gengæld kunne de ikke længere selv bestemme ændringer. To selskaber, Helsinge Ruterne og E. Nystrup Hansen, ville ikke være entreprenører, men det ordnedes ved, at HT købte deres busser 1. april 1975.
20. april 1975 indførte HT et fælles takstsystem for hele Hovedstadsområdet (HT-området) med deres egne linjer, de private busselskaber og de fem privatbaner Frederiksværkbanen, Gribskovbanen, Hornbækbanen, Nærumbanen og Østbanen. Grundlaget for takstsystemet var en inddeling af HT-området i 95 nummererede takstzoner (planlagt 98). Grundbilletten i det nye system gjaldt til den zone, den var købt i, og alle nabozonerne. Til længere ture suppleres med tillægstakst for hver ekstra ring af zoner udenom de første, idet der der dog højst skulle betales for otte zoner i alt. Billetterne gav fri omstigning i tidsrum, der varierede efter antallet af zoner.
Systemet med takstzoner var som udgangspunkt logisk men i praksis gav det af og til anledning til forvirring. For selvom prisen ofte var nem at beregne, når en passager rejste i lige linje, så kunne det give problemer, hvis vedkommende rejste en omvej. Det var nemlig den zonering, der var længst væk fra udgangspunktet, der bestemte prisen for en tur. En passager der rejste i L-form kunne derfor opleve, at en tur den ene vej var dyrere end den anden vej. Det var i øvrigt tanken, at de 95 takstzoner senere skulle reduceres til fem, men det blev ikke til noget.
Billetterne kunne også fås mod poletter, der solgtes portionsvis med rabat. Til grundbilletter solgtes G-poletter og til tillægstakst T-poletter. Faste passagererne kunne købe månedskort, også kaldet abonnementskort, til bestemte zoner til busser og privatbaner. Dertil kom fælles månedskort med DSB til fem eller alle zoner. Fællesbilletten overlevede også med gyldighed på bybanen og den centrale zone 1. Taksternes højde blev lagt ud fra, at visse kortere ture blev dyre, mens de lange til gengæld blev billigere. Var man hurtig kunne man desuden komme tilbage på samme billet, hvor man på for eksempel privatbanerne ellers altid skulle have betalt for både ud- og hjemturen. Privatbanerne i HT-området oplevede da også, at passagertallene steg med 50 % i løbet af få år. Det gav krav krav om hyppigere drift, men da privatbanerne ikke fik tilstrækkeligt med kompensation, voksede deres underskud.
Samlingen af de mange selskaber og det nye takstsystem kom imidlertid uheldigt fra start. 20. april 1975 begyndte chaufførerne i distrikt 3 at strejke i protest mod lønforskelle. I de næste dage spredte strejken sig til de øvrige distrikter, så den endte med at være total 25. april. Dagen efter ophørte strejken, da Amtsrådsforeningen tilbød Chaufførernes Forbund tillæg svarende til det, chaufførerne i det tidligere KS-område fik. Chaufførerne hos de private busselskaber ville imidlertid også have lønforhøjelse, så de fik samme løn som HT's egne chauffører. De ca. 360 chauffører begyndte med at strejke 2. juni, men fra 4. juni blokerede de desuden for al bustrafik i Hovedstadsområdet. 11. juni bestemte Arbejdsretten, at strejken skulle stoppe, og 13. juni blev de strejkende idømt en bod. Endelig blev de strejkende chauffører stillet overfor en trussel om fyring, hvilket fik dem til at genoptage arbejdet 20. juni. Efterfølgende vedtog HT's bestyrelse at kompensere passagerer med abonnementskort for de 17 dages konflikt, hvor de ikke havde kunnet bruges deres kort.
I slutningen af 1975 indførte HT nye uniformer for deres egne ca. 2.800 mandlige og ca. 200 kvindelige chauffører samt det overordnede trafikpersonale. Uniformerne var rustrøde med gule skjorter og grønne slips. Men det farvevalg blev aldrig populært, hverken blandt chaufførerne eller passagererne. I efteråret 1984 erstattedes de blandt andet derfor af gråblå uniformer designet af Jette Holst.
20. april 1975 fandt der også et køreplansskift sted, hvor HT for alvor gik i gang med at ændre på linjenettet. For nu hvor der kun var et selskab, kunne man omlægge og sammenlægge linjer uden hensyn til de gamle grænser. Nummeringen af linjerne byggede dog videre på det princip, der var blevet indført i 1951, da linjerne udenfor København fik numre. Linjer til eller gennem det centrale København og Frederiksberg fik et- eller tocifrede numre. Linjer i Københavns Amt fik numre mellem 100 og 199, linjer i Roskilde Amt mellem 200 og 299 og linjer i Frederiksborg Amt mellem 300 og 399. Hvis en linje havde større forgreninger, fik de hver sit nummer.
Nummerreglerne fik blandt andet betydning for linje 121, der omfattede en hel gruppe af linjer i Køge Bugt-området. Det løstes i forbindelse med omlægningerne ved forlængelsen af Køge Bugt-banen til Hundige 26. september 1976, hvor linje 121 blev forbeholdt kørslen ad Gammel Køge Landevej, mens de øvrige linjer fik nye numre. Ved samme lejlighed indførtes også ekspresbusser som hurtige linjer i myldretiderne eller dagtimerne på hverdage med få stop undervejs. I modsætning til hurtigbusserne fik de selvstændige linjenumre, for eksempel linje 122E.
Det gamle nummersystem omfattede imidlertid ikke bybusserne, der havde etcifrede numre, med det resultat, at HT havde linjer med de samme numre i både København, Helsingør, Roskilde og Køge. Det blev begyndt løst, da bybusserne i Køge fik numre fra 501 og i Helsingør fra 801 24. april 1977. Efterfølgende fik bybusserne i Roskilde numre fra 601 og i Hillerød fra 701 25. september 1977.

### Samordning
I april 1976 vedtog Folketinget en lov, der dels gjorde HT til en virksomhed under Hovedstadsrådet og dels lagde op til en samordning af jernbaner og busdrift i Hovedstadsområdet. Sammen med yderligere en lov fra 1977 førte det til, at DSB og privatbanerne kom til at fungere som entreprenører for Hovedstadsrådet fra 1. april 1978. Hovedstadsrådet fik ansvaret for drift, takster og køreplaner for S-banerne, privatbanerne og DSB's strækninger lokalt i Hovedstadsområdet samt ret til at bestemme nyanlæg. Til gengæld betalte de så udgifterne med kompensation fra staten. På DSB's strækninger ud af Hovedstadsområdet modtog Hovedstadsrådet indtægterne fra lokalrejser i området og betalte DSB en tilsvarende kompensation. Loven fra 1977 ophævede desuden loven fra 1973 om den kollektive trafik i Hovedstadsområdet og med den Trafikrådet fra 1. april 1978, idet Hovedstadsrådet fremover var ansvarlig for buskørslen i området. HT's ledelse som sådan var i forvejen blevet ændret 1. juni 1976, så bestyrelse og repræsentantskab blev erstattet af et trafikudvalg på ni, senere elleve, medlemmer valgt af Hovedstadsrådet.
Samordningen slog igennem 29. april 1979, hvor alle DSB's strækninger i Hovedstadsområdet kom til at indgå fuldstændigt i HT's takstsystem. Det betød at passagerer, der skiftede transportmiddel undervejs, nu kunne bruge de samme billetter og kort hele vejen, hvor det før HT's tid kunne have været nødvendigt med to-tre forskellige. Samtidig blev HT's poletter erstattet af klippekort. Det var rabatkort i form af kartonkort, der skulle stemples i automater i busser og på stationer. Afhængig af typen kunne de bruges til ni rejser i tre zoner, eller ti rejser i seks eller alle zoner. Klippekortene forblev i brug resten af HT's levetid. Udbuddet blev dog efterhånden udvidet, så både klippekort og månedskort kunne købes i alt fra to til seks eller alle zoner. Desuden blev 10 rejser standard for almindelige klippekort.
I resten af Danmark blev der etableret regionale trafikselskaber for hvert amt i løbet af 1977-1982. I modsætning til HT blev de nye selskaber administrationsselskaber, der stod for planlægning og takster, mens de hidtidige busselskaber fortsatte som entreprenører. HT fik to af de nye selskaber som naboer i form af Storstrøms Trafikselskab (STS), der begyndte 30. september 1979, og Vestsjællands Trafikselskab (VT), der begyndte 1. august 1980. HT samarbejdede med dem om fælles linjer, men de tre selskaber havde hver deres takstsystemer og rejseregler, som passagerer og chauffører skulle holde styr på. Tilsvarende gjaldt på Østbanen, hvor en del af banen lå i HT-området, men resten hos STS.
HT's eget linjenet blev løbende ændret og justeret i takt med udviklingen med oprettelser, nedlæggelser og omlægninger til følge. Det gjaldt overalt i Hovedstadsområdet, men noget af det, der var med til at påvirke, var udbygningen af S-banen. Hareskovbanens omstilling til S-bane medførte således ændringer i Farum-området 25. september 1977. Forlængelserne af Køge Bugt-banen til Solrød Strand og Køge gav ændringer i Køge Bugt-området henholdsvis 30. september 1979 og 25. september 1983. Og åbningen af Høje Taastrup Station gav ændringer i Høje Taastrup-området 1. juni 1986. Indimellem indførtes der desuden telebusser 2. november 1981, som folk kunne bestille i forskellige yderområder.
I 1978 ønskede ejeren af Hillerød Bybusser, Johannes Andersen, at stoppe. HT var interesseret i at overtage linjerne selv, men Johannes Andersen valgte at sælge til en anden HT-entreprenør, Jørgen Andersen, 1. marts 1979. Jørgen Andersen ville også gerne overtage en del af De Gule Busser, da de ophørte. De Gule Busser foretrak dog et samlet salg til HT 1. april 1980. De øvrige selskaber fik deres kontrakter fornyet samme dag men med den ændring, at HT fik forkøbsret ved fremtidige salg. Det blev benyttet til at overtage Hjortekær Trafik 1. september 1982 og Stephansens Rutebiler 1. april 1988. Entreprenørkontrakterne blev i øvrigt fornyet i 1985.
Omkring påsken 1979 var der omfattende strejker blandt HT's chauffører, der ville have bedre løn- og arbejdsforhold. Efter et forspil 22.-24. marts startede det for alvor 10. april, hvor alle garageanlæg blev blokeret. 13. april fjernede politiet blokadevagterne, hvorefter de tjenestemandsansatte og en del af de overenskomstansatte chauffører genoptog driften. Undtagen var dog distrikt 3, hvor strejken fortsatte, og hvor busser fra distrikt 1 endte med at vende ved grænsen. De resterende overenskomstansatte chauffører udenfor genoptog arbejdet 17. april. I distrikt 3 genoptog chaufførerne arbejdet en uge senere, 24. april.
I april-maj 1984 indtraf HT-konflikten. Det begyndte med, at en chauffør ikke ville være medlem af Chaufførernes Fagforening under SiD, fordi Arbejderbevægelsen støttede Socialdemokratiet. 4. april strejkede 93 chauffører i Frederikssund i protest, og i de efterfølgende dage blev det fulgt op af strejker, faglige møder og blokader andre steder. HT suspenderede chaufføren 16. april, hvorefter busdriften blev genoptaget, men dagen efter meldte 36 andre chauffører sig ud af SiD. Så fortsatte uroen, for de øvrige 3.500 chauffører ville ikke arbejde sammen med de uorganiserede. 14. maj stod busdriften helt stille. 28 af de udmeldte vendte efterfølgende tilbage, men det var ikke nok for de strejkende, der også ville havde de otte andre tilbage eller fyret. Andre faggrupper støttede kravet med sympatistrejker og blokering af Københavns indfaldsveje 22. maj. 23. maj besluttede et flertal i Hovedstadsrådet at fyre de otte udmeldte chauffører med henvisning til, at det var en nødretstilstand, selvom fyringerne egentlig var ulovlige. 24. maj begyndte busdriften så igen.
Men derefter kom det retslige efterspil. 19. november 1984 idømte Arbejdsretten SiD en rekordstor bod på 20 mio. kr. for at have støttet konflikten i stedet for at tage afstand fra den. Trafikfunktionærernes Fagforening blev samtidig idømt en bod på 1 mio. kr. I en anden sag krævede de otte fyrede chauffører til gengæld genansættelse eller erstatning på samlet ca. 30 mio. kr. Østre Landsret fandt imidlertid i sin dom 17. maj 1985, at fyringerne var uberettigede men ikke politiske, da HT var forpligtet til at sikre busdriften. I stedet fik chaufførerne tilkendt en samlet erstatning på 950.000 kr. Afgørelsen blev efterfølgende stadfæstet af Højesteret 24. oktober 1986.

### 10 års jubilæum
Ved HT's 10 års jubilæum 1. oktober 1984 kunne det konstateres, at selskabet havde haft vokseværk. Fra de 987 busser man overtog fra de gamle selskaber, var man kommet op på 1.242 pr. 31. december 1983. Busserne blev vedligeholdt på 15 garageanlæg, hvoraf de otte var etableret efter HT's start. Der var 4.793 medarbejdere pr. 31. december 1983 fordelt på 3.851 chauffører, 661 værkstedsmedarbejdere og 281 administrative medarbejdere. Der blev kørt 68,9 mio. km på HT's egne linjer i 1983. De private busselskaber havde 225 busser pr. 31. december 1983 og kørte 18 mio. km i 1983. Passagererne kunne benytte ca. 7.000 stoppesteder. DSB bidrog med ca. 550 S-togsvogne og ca. 30 vogne til dieseltog, der til sammen kørte 63 mio. vognkilometer om året. De fem privatbaner i Hovedstadsområdet havde ca. 80 vogne, der kørte 5 mio. vognkilometer om året.
I forbindelse med jubilæet lancerededes en større udvidelse af natbusnettet 30. september 1984. HT havde arvet de fem natbuslinjer B-F i København fra KS, men nu blev der suppleret med en række regionale linjer fra København til de omkringliggende købstæder m.fl. Samtidig ændredes linjebetegnelserne til 900-numre. 29. maj 1988 suppleredes med natlinjer i yderområderne og i begyndelsen af 1990'erne med linjer på tværs af regionen. 1. februar 1998 gennemførtes en reform af natbusnettet, så en række mindre bysamfund ved siden af hovedvejene også fik betjening. Desuden fik de københavnske linjer 80N-numre og de regionale linjer 90N-numre. Natdriften kostede dog ekstra for HT, så fra 3. januar 1988 måtte passagererne betale nattillæg, og fra 23. januar 1994 krævedes der dobbelt takst ved kørsel med billetter og klippekort på natbusserne.
HT havde også arvet en samling af historiske sporvogne og busser fra KS, som man efterfølgende supplerede i takt med udrangeringer. Vognene var til at begynde med opmagasinerede, men i forbindelse med 10 års jubilæet indviedes HT Museum i tilslutning til et garageanlæg i Rødovre 29. september 1974. Her blev 14 udvalgte sporvogne og busser udstillet sammen med billeder, skilte, uniformer og andre effekter. Museet kom imidlertid til at give et forholdsvis stort underskud, så i 2003 blev det besluttet af lukke det. Sidste åbningsdag blev 16. november 2003, hvorefter samlingen blev overdraget til Sporvejsmuseet Skjoldenæsholm.
Andre aktiviteter ved 10 års jubilæet i 1984 omfattede åbent hus på alle garageanlæggene. Desuden blev der indspillet en LP med musik af blandt andet HT Orkestret til medarbejderne. HT Orkestret og nogle af HT Museums busser kunne også opleves ved forskellige begivenheder og jubilæer. En af de mere markante var, da HT fejrede 125 året for den første sporvej i København 22. oktober 1988 med en opstilling af en hestesporvogn, en elektrisk sporvogn og en håndfuld museumsbusser på sporvejens udgangspunkt, Frederiksberg Runddel. HT Orkestret var i øvrigt også en arv fra KS, idet der var det tidligere Københavns Sporvejsorkester, stiftet i 1915.
13. oktober 1986 flyttede HT's administration til en ny kontorbygning ved den daværende busterminal på Toftegårds Plads i Valby, hvor Hovedstadsrådet også fik sit sæde. Bygningen var tegnet af Eva og Nils Koppel samt Gert Edstrand. Den blev opbygget som tre seks-etages bygninger, der blev holdt sammen af mellemliggende trapperum. HT og rådet fik ca. 13.500 m² kontorareal til rådighed. I en forhal var der kortsalg og mulighed for udstillinger.
I 1989 gennemførtes de til da mest omfattende ændringer af HT's linjenet. Over to omgange, 23. april og 28. maj, blev mere end 250 linjer entet oprettet, nedlagt, omlagt eller fik nyt nummer. Blandt andet blev hurtigbusserne omdannet til ekspresbusser, da forskellen mellem dem ikke var så stor. Årsagerne til de omfattende ændringer var blandt andet forlængelsen af S-banen til Frederikssund, og at passagerernes rejsemønstre havde ændret sig. Desuden var HT blevet pålagt store besparelser, hvilket medførte betydelige nedskæringer på driften.

### Udlicitering
I foråret 1989 vedtog Folketinget en lov om nedlæggelse af Hovedstadsrådet pr. 1. januar 1990. Begrundelsen for nedlæggelsen var et ønske om mindre bureaukrati, idet rådet udgjorde et ekstra niveau i den offentlige forvaltning i forhold til resten af landet. I stedet blev dets opgaver overført til Københavns og Frederiksberg Kommuner samt Københavns, Roskilde og Frederiksborg Amter. Der var dog enighed om, at der fortsat skulle være en regional myndighed, der sørgede for koordineringen af bustrafikken. HT fortsatte derfor i henhold til en anden lov, der blev vedtaget senere på året. Det blev nu ledet af en bestyrelse på fem medlemmer med en fra hver af de to kommunalbestyrelser og tre amtsråd. DSB og privatbanerne ophørte med at være entreprenører men indgik fortsat i det fælles takstsystem i Hovedstadsområdet.
Den sidstnævnte lov pålagde desuden HT at udlicitere dele af buskørslen, så mindst 15 % skulle køres af andre på tidsbegrænsede kontrakter efter 1. april 1991, mindst 30 % efter 1. april 1992 og mindst 45 % efter 1. april 1994. I 1989 havde HT 15 private selskaber som entreprenører, der samlet udførte lidt under 20 % af kørslen. Deres seneste 5-årskontrakt udløb 1. april 1990, og der havde været forhandlinger i gang med deres organisation LDB om en fornyelse af den. Forholdet mellem parterne var dog blevet anstrengt op gennem 1980'erne. HT havde ønsket at overtage den private kørsel men var selv plaget af dårlig økonomi og strejker. LDB ønskede modsat, at entreprenørerne skulle overtage nogle af HT's linjer i deres respektive områder, og mente, at de kunne gøre det billigere. HT's egne beregninger tydede også på, at entreprenørerne generelt var billigere end HT, selvom der ikke helt kunne sammenlignes.
Den nye lov fik imidlertid HT til at stoppe forhandlingerne om nye kontrakter. I stedet blev der sat gang i to udbud. Det første fra august 1989 var nærmest et forsøg med ca. 5 % af kørslen i form af nogle af HT's egne linjer i København. Det andet udbud fra oktober 1989 omfattede al entreprenørernes kørsel. Det var kun private selskaber, der kunne byde, idet HT selv og andre offentlige selskaber var udelukket. I forhold til senere udbud var betingelserne ved det første udbud beskedne, idet de kunne rummes på 55 sider, hvoraf køreplaner og vognløbsplaner udgjorde de 27. Resten omfattede blandt andet krav til bussernes indretning og udseende, overtagelse af busser fra tabende selskaber, betaling, misligholdelse og voldgift.
Begge udbud trådte i kraft 1. april 1990 og bragte væsentlige ændringer med sig. Det første udbud med HT's egen kørsel blev delt mellem De Sammensluttede Vognmænds nystiftede datterselskab DSV-Bus, turistbusselskabet Unibus og City-Trafik, som 13 af HT's gamle entreprenører havde dannet til formålet. Det andet udbud fik det svenskejede Linjebus som den store vinder. Nogle af de hidtidige entreprenører genvandt godt nok deres egen kørsel, men syv andre entreprenører tabte deres kørsel eller afstod fra at byde på den. Blandt andet forsvandt selskaber som Hvidovre Rutebiler, De Blaa Rutebiler, Thorkils Rutebiler og Roskilde Omnibusselskab på den måde. Et par år efter, i 1992, købte Linjebus desuden DSV's busaktiviteter.
Linjebus' indtog blev mødt med blandede følelser af de danske vognmænd, der mente at det store svenske selskab dumpede priserne. For udenforstående kom det desuden som en overraskelse, at de gamle selskaber ikke kunne klare sig. Der blev således talt om, at HT havde givet Hvidovre Rutebiler dødsstødet, og at årsagen til valget af Linjebus var en velbevaret hemmelighed. Fra HT's side afviste man dog beskyldningerne med, at de var forpligtede til at skaffe den bedste kvalitet til den laveste pris uden hensyn til præferencer for den ene eller den anden. Da tilbuddene fra de første udbud blev offentliggjort med tilbagevirkende kraft, viste de da også, at Linjebus havde været klart billigere end Hvidovre Rutebiler. Dertil kunne så tilføjes, at der ikke havde været reel konkurrence siden indførelse af koncessioner i 1920'erne. Så nu hvor der kom konkurrence igen, var mange vognmænd simpelthen ikke vant til det. Kontraktforholdene sikrede dog, at de nye entreprenører kom til at købe busserne og overtage chaufførerne fra taberne af udbuddet.
15. oktober 1990 blev HT opdelt i to divisioner. A-divisionen stod for ledelse, planlægning og indkøb af bustrafik. B-divisionen, der hurtigt blev til Busdivisionen, stod for den egentlige kørsel med busser. Busdivisionen blev gradvist reduceret i forbindelse med udbuddene i de efterfølgende år og blev derfor nødt til at lukke flere af deres garageanlæg. Genudbud ved udløb af kontrakter fra tidligere udbud betød desuden flere udskiftninger blandt de private entreprenører. Fire af entreprenørerne fra før 1990 tabte for eksempel deres kørsel i forbindelse med et udbud, der trådte i kraft 1. april 1994, blandt andet Jørgen Andersen/Gråhundbus og Birkerød Bus Compagni.
1. april 1994 var samtidig dagen, hvor 45 % af HT's kørsel skulle varetages af andre. Det var opfyldt med 46 %, der hovedsageligt var fordelt på syv selskaber, mens Busdivisionen stod for de resterende 54 %. Ved udbuddene var buslinjerne fordelt i geografiske pakker af varierende størrelse, som entreprenørerne kunne byde på en eller flere af. På den måde kunne både små og store selskaber være med. Af de syv entreprenører i 1994 var Fjordbus således mindst med 1,6 % af al kørsel, mens Linjebus var størst af de private med 25,8 %. På det økonomiske plan havde udliciteringerne bragt besparelser med sig, idet timeprisen for en bus i drift var faldet fra 418 kr. i 1990 til 355 kr. til udbudsrunden i 1994. Prisfaldet kunne dog gå udover kvaliteten, så i 1995 begyndte HT at give bøder til entreprenører med gentagne fejl.
16. december 1994 ændrede Folketinget loven om HT, så al kørsel skulle udliciteres gradvist frem til 2002. Fra 1. januar 1995 kunne alle selskaber desuden byde på busdriften, ikke kun private selskaber. Samme dag blev Busdivisionen udskilt som et selvstændigt aktieselskab. Herefter var HT et rent administrationsselskab ligesom de øvrige danske trafikselskaber. Busdivisionen skiftede efterfølgende navn til Bus Danmark 1. september 1995. Det deltog i udbud i HT-området og andre steder i landet, indtil det blev købt af Arriva i 1999. Licitationerne af den resterende ikke-udbudte kørsel fortsatte de næste par år, til al Movias kørsel var udliciteret fra 26. maj 2002.
Indimellem vendte en gammel kending tilbage. Som nævnt længere oppe havde HT overtaget DSB's rutebiltjenestes linjer i Hovedstadsområdet tilbage i 1974. DSB fortsatte imidlertid med buskørsel i resten af landet, hvor de blev entreprenør for de forskellige trafikselskaber, i takt med at de oprettedes i løbet af 1977-1982. Efter et par navneskift foregik det fra omkring 1992 under navnet DSB Busser. 1. januar 1997 blev det skilt ud som et selvstændigt aktieselskab, der skiftede navn til Combus i august 1997. Som sådan begyndte det at køre som entreprenør for HT 28. september 1997. Men kørslen skete med store tab på grund af lave bud og problemer med ny teknologi i form af gasbusser. Det endte med, at Trafikministeriet pr. 1. januar 2001 solgte Combus til Arriva, der derefter solgte Combus' aktiviteter i Hovedstadsområdet til Connex (tidligere Linjebus) 1. maj 2001.

### Nye linjetyper og transportmidler
1990'erne bød på flere nye typer linjer. 21. oktober 1990 etableredes de første S-buslinjer som hurtige linjer med få stop undervejs. De erstattede blandt andet nogle af ekspresbuslinjerne men kørte i modsætning til dem i hele driftsdøgnet fra morgen til midnat hele ugen. Desuden var der fra starten lagt væk på højere kvalitet end i de almindelige busser, men en del af tiltagene blev hurtigt opgivet, mens andre blev udbredt til alle busser. 11. december 1990 introduceres servicebusserne som ældre og handicappede kunne bruge mellem boligområder og lokale rejsemål som aktivitetscentre og indkøbscentre. Servicebusserne kørte på kringlede ringlinjer, hvor der var vinkestrækninger på dele af dem, så passagererne kunne stå af og på ved deres hjem. 25. september 1994 indførtes pendulbusser som direkte forbindelser i myldretiderne fra trafikknudepunkter til erhvervs- og uddannelsesområder. Derudover fandt der løbende ændringer sted på de øvrige linjer, blandt andet som følge af udvidelserne af S-busnettet op gennem 1990'erne. Åbningen af Øresundsbanen bragte også en del ændringer med sig på Amager 27. september 1998.
Indimellem var der nogle specielle linjer. Her kan blandt andet nævnes den fra Københavns Sporveje overtagne Langeliniebussen, fra 6. juni 1976 linje 50, der kørte indtil 11. september 1988. Den blev afløst af Sightseeingbussen, der kørte som en ringlinje i det centrale København fra 1. juni 1988 til 25. august 1996. 19. juni 1989 indviedes linje 767, der kørte til særtakst mellem Høje Taastrup Station og Københavns Lufthavn. Kørslen blev delt mellem HT og Jørgen Andersen/Gråhundbus, indtil sidstnævnte overtog linjen helt 1. april og fortsatte den som en privat linje. Linjen ophørte 23. juli 1993. 7. april 1993 etablerede HT og Vestsjællands Trafikselskab linje 555 og 666, der kørte til særtakst fra Høje Taastrup Station til henholdsvis Odden Færgehavn og Rørvig. Linjerne gav forbindelse til sommerhusområderne i Odsherred i forbindelse med weekender og helligdage.
Andre tiltag omfattede forsøg med og planer om andre typer transportmidler end de gængse dieselbusser. 2. august 1993 begyndte to duobusser således at køre som forsøg mellem Københavns Hovedbanegård og Hans Knudsens Plads. De fik strøm fra køreledninger på en del af strækningen, mens de på resten benyttede dieselmotorer. Hvis det blev en succes, forestillede HT sig, at de kunne bruges som sporbusser, der kørte på betonskinner på visse strækninger. Det kunne bruges på en strækning langs med Københavns Havn og på en projekteret bane fra Vanløse til Ørestad og Københavns Lufthavn. Det var imidlertid ikke HT men Ørestadsselskabet, der stod for banen, og de afviste prompte, at der skulle køre duobusser der. I stedet besluttede de 27. oktober 1994, at den skulle anlægges som metro. Der kom heller ikke sporbusser, og duobusserne kom ikke udover forsøgsstadiet. Den benyttede teknologi var for ustabil, så i 1998 blev køreledningerne taget ned, mens de to duobusser fortsatte som dieselbusser.
HT gjorde sig også tanker om moderne sporvogne i København. En ny sporvogn til Amsterdam blev i den forbindelse udstillet på Rådhuspladsen 11.-13. oktober 1991. En ny sporvogn til Frankfurt am Main var tilsvarende udstillet foran Frederiksberg Rådhus 26. februar-6. marts 1994. I Vision 2005 fra 1994 skitserede HT tre sporvejslinjer fra Glostrup gennem Indre By til Hellerup, fra Nørreport Station til henholdsvis Herlev og Buddinge og fra Ishøj ad Ring 3 til Lyngby. Et politisk flertal i Københavns Kommune afviste imidlertid ideen om sporvogne. Til gengæld var Københavns Amt interesseret i at få en bane på tværs af det.
I 1997-1998 arbejdede HT sammen med andre selskaber og myndigheder om Projekt Basisnet. Det fokuserede især på betjening af områder i København, der ikke var tilstrækkeligt dækket af eksisterende eller kommende baner. Projektet resulterede i tre udbygningsforslag, der blev præsenteret i en rapport fra HT og Trafikministeriet i maj 1999. Det ene forslag, Basisnet 1, var baseret på et net af sporveje fra Indre By til Glostrup og Gladsaxe og ad Ring 3 fra Ishøj til Lyngby. De skulle suppleres af nogle strækninger med S-busser med egen infrastruktur, blandt andet gennem en påtænkt tunnel på tværs af Københavns Havn. Basisnet 2 var baseret på en metroring i de centrale bydele med en afgrening til Valby, sporvogne på Ring 3 mellem Glostrup og Lyngby og yderligere strækninger med S-busser. Basisnet 3 var et helt net af S-busser med enten egen infrastruktur eller med trafikafvikling på deres præmisser. I praksis endte det med etableringen af A-busnettet som beskrevet længere nede. Derudover blev der arbejdet videre med planerne om metroringen og en moderne sporvej, senere kaldet letbane, på Ring 3.

### Omkring 25 års jubilæet
15. januar 1996 indviedes den omstridte bygning HT-terminalen på Rådhuspladsen i København. Den blev opført i forbindelse med en renovering af pladsen i 1995 og fungerede som billetsalg for HT og som information. Den 50 meter lange og otte meter høje bygning i stål og sort glas på tværs af pladsen blev imidlertid prompte udsat for kritik. Den blev kaldt grim og massiv, og flere politikere mente ikke, at den havde fået de udseende, de forventede. Det afviste arkitektfirmaet KHR Architecture dog med, at den havde den udseende den skulle. Det blev efterfølgende besluttet at rive den ned, men HT havde en uopsigelig lejekontrakt og forudbetalt leje for 25 år, så den blev stående. Først da der skulle bygges en metrostation på stedet, fik man løst sagen. Bygningen blev eksproprieret og derefter revet ned i februar-marts 2010.
I 1996 fik HT sin første hjemmeside. Til at begynde med var det dog kun for at vinde hævd på adressen www.ht.dk. Indholdet var derfor også simpelt med brug af de informationer, der i forvejen benyttedes til HT's sider på DR's tekst-tv. 1. juni 1997 fik man imidlertid en regulær hjemmeside, hvor folk selv kunne søge informationer i stedet for at ringe til HT's kundeservice. Blandt andet var der køreplaner, trafikinformation, prisoversigter, rejseregler og links. Til nogle af de næsten 1.000 skriftlige henvendelser HT fik om måneden var der en elektronisk brevkasse. Det var så godt nok kun 13 % af befolkningen, der havde adgang til internettet på det tidspunkt, men andelen var på vej til at vokse stærkt. I begyndelsen af 1998 var status, at hjemmesiden havde 600 besøg om dagen, mens kundeservice blev ringet op af ca. 1.500 kunder. Storkonflikten i 1998 kom imidlertid til at give hjemmesiden et gennembrud, da mange havde brug for information, mens konflikten satte halvdelen af HT's busdrift i stå. Efterfølgende var det daglige besøgstal på ca. 1.000, mens over 2.000 abonnerede på e-mails om ændringer på de buslinjer, de benyttede.
1. oktober 1999 fejrede HT sit 25 års jubilæum med en udstilling på Nytorv i København. En veteranbus fra 1973 repræsenterede de første HT-busser, mens et par nye lavgulvsbusser fungerede som moderne modstykker. En anden veteranbus kørte desuden rundture i kvarteret, mens HT Orkestret optrådte på torvet. Derudover var en ledbus indrettet som Jubibus med biografstole, fotostater og bogreol i den bagerste halvdel. I dagene op til jubilæet kørte den på udvalgte linjer i Hovedstadsområdet, og på selve dagen deltog den i udstillingen. Mange nåede imidlertid ikke at opleve Jubibussen, så den blev efterfølgende indsat på linje 150S resten af oktober. Andre aktiviteter omfattede en særudgave af HT's trafikpolitiske magasin LigeUd med fortælling af HT's historie. For ting som det fælles takstsystem, klippekort og samlet køreplan var nu så selvfølgelige, at det godt kunne overraske folk, at det ikke altid havde været sådan.
I forbindelse med jubilæet arbejdedes der desuden på at udvide HT's medarbejderfond. Fonden stammede fra før udliciteringerne men omfattede nu kun medarbejderne hos Bus Danmark og i HT's administration og trafiktjeneste. De nød så til gengæld godt af tilbud om ferierejser, sommerhusudlejning og forskellige arrangementer. Noget der dog godt kunne frustrere, når chaufførerne måtte skifte til andre arbejdsgivere, alt efter hvem der vandt en givent udbud. Ved jubilæet var det imidlertid tanken at holde fest for medarbejderne, men for at alle kunne få glæde af det, skulle fonden udvides til samtlige entreprenører. Men entreprenørerne kunne ikke enes, og så blev hverken udvidelsen af fonden eller festen til noget.
En ting der ikke havde ændret sig siden starten i 1974 var, at HT kun beskæftigede sig med trafik på landjorden. I 1992 skitseredes imidlertid vandbusser i form af katamaraner, der kunne sejle i Københavns Havn. Det endte med havnebusserne, hvor de første to blev sat i drift som et forsøg efter indvielsen 3. august 2000. Til at begynde med var passagertallene beherskede, og det var derfor nødvendigt med tilskud fra staten de første år. Efter åbningen af Operaen på Holmen i 2005 steg passagertallene imidlertid stærkt. Efterfølgende blev havnebusserne permanente, og med tiden kom der lidt flere linjer og skibe til.

### Rejsekortet
I 1995 begyndte HT, DSB og Ørestadsselskabet at arbejde på et nyt billetsystem kaldet rejsekort. Tanken var at det skulle være et elektronisk plastikkort på størrelse med betalingskortet Dankort, der skulle tjekkes ind og ud ved kortlæsere i busser og på stationer. Passagerne skulle kunne indsætte penge på kortet automatisk med bankernes betalingsservice PBS, i automater eller i billetsalg. Priserne skulle beregnes efter tidsforbrug og rejselængde i fugleflugtslinje. I første omgang skulle det erstatte klippekort, men på sigt også månedskort. For trafikselskaberne ville de indsamlede data give mulighed for bedre planlægning og fordeling af indtægterne.
Elektroniske rejsekort fandtes allerede mange steder i verden, men i slutningen af 1990'erne var det de færreste, der var både robuste og kunne håndtere flere takstsystemer. Der fandtes dog et velfungerende og populært system i Hong Kong, som en arbejdsgruppe fik afprøvet. På baggrund heraf blev der arbejdet videre med projektet. I 1998 var det forventningen, at der kunne skrives kontrakt med en leverandør i 2000, og at rejsekortet ville blive indført i løbet af 2002-2004. I praksis gik det dog ikke så hurtigt. Men i 2000 blev projektet til gengæld udvidet fra Hovedstadsområdet til hele landet. Efterfølgende blev der etableret et særligt selskab, Rejsekort A/S, til at stå for det. Det var ejet af HT's arvtager HUR, DSB, Ørestadsselskabet, Vestsjællands Trafikselskab, Storstrøms Trafikselskab og nogle af de andre regionale trafikselskaber. I 2002 kom systemet til rejsekortet så i udbud med forventet ibrugtagning i Hovedstadsområdet i 2005 og efterhånden i resten af landet frem til 2007/2008.
Projektet med rejsekortet blev imidlertid ramt af gentagne forsinkelser, fordi leverandøren East-West undervurderede de komplekse beregninger af priser med mange lokale takstsystemer og rabatordninger. Desuden blev kravene opdateret efter udbuddet. Derfor kunne man først 13. december 2007, hvor HUR var blevet afløst af Movia, gå i gang med et pilotprojekt. Rigtig drift med betalende passagerer begyndte i et delområde fra Taastrup til Holbæk 1. februar 2009. Derefter fulgte gradvis udvidelse, i Hovedstadsområdet fra 15. august 2011 til 1. maj 2012.

### HUR Trafik
2. juni 1999 vedtog Folketinget at oprette Hovedstadens Udviklingsråd (HUR) pr. 1. januar 2000. Det dækkede ligesom Hovedstadsrådet Københavns og Frederiksberg Kommuner samt Københavns, Frederiksborg og Roskilde Amter, der også valgte de 11 medlemmer af det nye råd. HUR overtog HT's aktiver og passiver 1. juli 2000 samt aftaler med blandt andet jernbaneselskaberne. Formålet var blandt andet at skaffe en samlet planlægning og koordinering af investeringerne i veje og kollektiv trafik. Organisatorisk betød det, at HT's bestyrelse blev afløst af rådet og et trafikudvalg. Administrationen blev fordelt på Servicedivisionen, Plandivisionen og Trafikdivisionen men fortsat med placering i hovedkontoret ved Toftegårds Plads. Forkortelsen HT overlevede også, idet det kom til at stå for Hovedstadens Udviklingsråds Trafikdivision. Fra køreplansskiftet 25. maj 2003 gik man imidlertid over til at bruge betegnelsen HUR Trafik. Hjemmesiden www.ht.dk indgik desuden i www.hur.dk 1. maj 2003. Det varede dog til slutningen af 2005, før HUR kom til at overgå det indarbejdede HT i antallet af søgninger på Google.
Sideløbende med etableringen af HUR var der diskussioner om privatbanernes ejerforhold og struktur. Det endte med, at Folketinget 15. december 2000 vedtog at overdrage statens aktieposter i privatbanerne til amterne 1. januar 2001. Det medførte, at HUR kom til at overtage ansvaret for driften og udviklingen af de fem privatbaner Frederiksværkbanen, Gribskovbanen, Hornbækbanen, Nærumbanen og Østbanen den dag. Til det formål oprettedes datterselskabet Hovedstadens Lokalbaner (HL), der samtidig overtog infrastrukturen på den statslige Lille Nord men fortsat med DSB som operatør indtil 1. januar 2007. HUR ønskede imidlertid en generel omstrukturering, hvor banernes infrastruktur og materiel blev samlet i HL, mens et andet selskab skulle varetage driften. 13.-17. maj 2002 vedtog privatbanerne derfor at fusionere med HL med tilbagevirkende kraft fra 1. juli 2001. Herefter havde HL HUR, amterne, de berørte kommuner og et antal private som aktionærer. Desuden oprettede HUR sit eget datterselskab Lokalbanen, der kom til at stå for driften af de fem privatbaner fra 17. maj 2002.
Den første etape af den ovennævnte metro blev indviet 19. oktober 2002. Den gjorde det nødvendigt med omfattende ændringer af det københavnske busnet for at undgå parallelkørsel og i stedet skabe tilslutning til de nye metrostationer. I den forbindelse valgte man at nytænke med et grundlæggende net bestående af seks stambuslinjer med hyppig drift suppleret af lokale buslinjer. A-busserne, som de kom til at hedde, blev indført i etaper i takt med åbningen af metroen med de første 20. oktober 2002. Indførelsen og ændringerne dækkede dog også over, at der i løbet af 2003-2004 skulle spares 190.000 vogntimer som følge af åbningen af metroen.
I begyndelsen af 2004 opstod der uro omkring en større takststigning. Baggrunden var at den tidligere regering tilbage i maj 1997 havde indgået en aftale om at sænke taksterne i den lokale og regionale kollektive trafik, der ellers plejede at stige hvert år. Aftalen gjorde det blandt andet muligt for HT at sænke priserne på klippekort og periodekort ca. 10 % 28. september 1997. Men i slutningen af 1990'erne tabte HT alligevel passagerer til den voksende biltrafik, og åbningen af metroen gjorde yderligere indhug. Det var derfor nødvendigt med en økonomisk genopretningsplan, der udover større tilskud fra ejerkredsen også betød større takststigninger, end hvad inflationen krævede. Det betød imidlertid, at taksterne endte med at stige ca. 30 % fra 1999 til 2003.
Efter et regeringsskift blev der indgået en ny politisk aftale, der betød, at tilskuddet til takstnedsættelserne blev fjernet. Begrundelsen var, at det kun havde haft en begrænset effekt, og pengene var bedre brugt på at forbedre vedligeholdelsen af jernbanenettet. Hos HUR betød det dog, at taksterne steg ca. 12 % 18. januar 2004. Takststigningen gav anledning til en masse debat om, hvor vidt det var rimeligt, og hvis skyld det var. Passagererne skyndte sig til gengæld at forny periodekort og hamstre klippekort i så stor stil før stigningen, at en del salgssteder endte med at få udsolgt. Oveni var det så nødvendigt med yderligere besparelser i 2004 som følge af generelt faldende passagertal, dårligere fremkommelighed og stigende vogntimepriser. I de efterfølgende år fulgtes takststigningerne til gengæld med inflationen.
Passagerer, der ikke vil betale, har der altid været. Men da der skulle købes eller vises kort eller billet ved indstigningen, kunne chaufførernes kontrol lægge en dæmper på det. I 2003 fandt HUR's kontrolkorps dog 0,7 % gratister, mens 2 % kørte længere, end de havde billet til. De fleste af den slags sager blev klaret professionelt uden uro. Men på den københavnske vestegn var der problemer med unge, der ikke ville betale og i enkelte anvendte trusler og vold overfor chauffører og kontrollører. Nogle gange gjorde man så det, at tre-fire kontrollører dækkede alle døre i en bus. Det resulterede i en del kontrolafgifter, når folk skulle af. Men uanset sted var der indimellem folk, der ikke ville oplyse deres identitet, og hvor det derfor var nødvendigt at involvere politiet. For at undgå at en bus skulle holdes tilbage i længere af den grund, blev der i 2005 forsøgt med at lade civile betjente i bil følge efter den bus, der kontrolleredes.
I september 2004 kom det frem, at nogle chauffører havde solgt falske billetter, hvilket førte til 28 anholdelser. I nogle kiosker forekom der desuden salg af falske klippekort i 2001-2002, et problem der gik igen i 2005. For at begrænse problemet indførtes en ny type klippekort med hologram i en sølvstribe i toppen 15. januar 2006. Derefter blev automaterne stillet om 18. april 2006, så de gamle klippekort ikke længere kunne bruges. Til gengæld kunne folk så få byttet de gamle, ægte klippekort på stationer og hos HUR frem til 31. juli 2006. Det benyttede mange sig af, især til klippekort købt før den ovennævnte takststigning på 12 % i 2004. Men også klippekort fra 1980'erne og 1990'erne blev fundet frem. Selv nogle af de første klippekort fra 1979 var iblandt de ca. 90.000, der endte med at blive byttet. Dengang havde et tre zoners klippekort med ni klip kostet 20 kr., men som følge af inflation og takststigninger kostede et tilsvarende kort med ti klip nu 155 kr.
Busdriften var for 99 % vedkommende fordelt på otte entreprenører i 2005. Arriva var størst med 42 %, mens Connex stod for 30,1 % og City-Trafik for 15,9 %. Østtrafik var til gengæld mindst med 0,4 %, når der sås bort fra telebusser, servicebusser og andre aftaler. Af de private selskaber, HT havde skrevet kontrakt med i 1975, var kun to tilbage. Det ene var De Hvide Busser fra Hørsholm, der havde holdt ved hele tiden. Det andet var De Blaa Omnibusser fra Holte, der havde tabt sin kørsel i 1998 men vendte tilbage i 2004.

### Movia
I maj 2004 ønskede HUR's Trafikudvalg, at der skulle laves ét samlet trafikselskab i Hovedstadsområdet, der skulle have ansvar for busser, metro, privatbaner, S-tog og relevante regionaltog. Tanken var at det ville give bedre planlægning og kommunikation, når det hele var samlet i et selskab. Desuden pegedes på erfaringerne fra det i 2000 etablerede Skånetrafiken, der modsat HUR havde stigende passagertal. I forbindelse med planlægningen af Strukturreformen lagde Trafikministeriet imidlertid samme år op til at der skulle laves et fælles trafikselskab for busser og privatbaner for hele Sjælland. Det brød man sig ikke om hos HUR der stadig ville samle trafikformerne i Hovedstadsområdet. De henviste blandt andet til at 40 % af S-togspassagererne skiftede til eller fra bus. Men hvis HUR ikke kunne få det, ønskede de en opdeling i to selvstændige selskaber, da forholdene for busserne var væsentligt anderledes i Hovedstadsområdet end på resten af Sjælland. De to selskaber kunne så til gengæld samarbejde om takster og markedsføring.
Strukturreformen blev vedtaget af Folketinget 16. juni 2005 med virkning fra 1. januar 2007. Den medførte blandt andet, at Københavns og Frederiksborg Amter blev erstattet af Region Hovedstaden der også overtog de amtskommunale opgaver fra Københavns, Frederiksberg og Bornholms Kommuner. Roskilde, Vestsjællands og Storstrøms Amter blev tilsvarende erstattet af Region Sjælland. HUR blev samtidig nedlagt og fik ikke noget ud af deres ønsker til den fremtidige organisering. For 16. juni 2005 vedtog Folketinget nemlig også Lov om trafikselskaber der betød at de to regioner skulle dækkes af et fælles trafikselskab med undtagelse af Bornholm. I praksis betød det at HUR Trafik blev fusioneret med Vestsjællands Trafikselskab (VT) og Storstrøms Trafikselskab (STS) til ét trafikselskab 1. januar 2007. HUR Trafik var dog klart det største af de tre med 914 driftsbusser, 269 linjer og 259 egne medarbejdere i 2006. VT havde 190 driftsbusser, 143 linjer og 25 medarbejdere, mens STS havde 179 driftsbusser, 175 linjer og 20 medarbejdere.
Før fusionen gik det nye selskab under arbejdsnavnet Trafikselskab Sjælland. Det endte dog med at hedde Movia, sammensat af de latinske ord moveo for bevægelser og via for vej. I forbindelse med fusionen overtog Movia HUR's hovedkontor i Valby. VT's hovedkontor i Sorø og STS' i Nykøbing Falster blev til at begynde med områdekontorer som der også kom tre af i Valby, Roskilde og Helsingør for at sikre forbindelsen til kommuner og entreprenører. For passagererne var der til gengæld ikke nogen videre forskel til at begynde med. Der var således stadig tre sæt køreplaner, trafikinformation og takster. Efterhånden skete der dog en stigende harmonisering, for eksempel med hensyn til linjenumrene.
Privatbanerne indgik ikke direkte i Movia, men ved sin oprettelse den 1. januar 2007 overtog det HUR's og amternes aktier i HL og Lokalbanen. To år efter, den 1. januar 2009, fusionerede de to selskaber som Lokalbanen med undtagelse af Østbanen, der overgik til det samtidigt oprettede Regionstog.

### Eftermæle
Pendulbusserne, som HT havde indført i 1994, blev omdannet til ekspresbusser den 11. januar 2009 og igen den 13. december 2015 til almindelige buslinjer. A-bus-konceptet blev til gengæld udbredt til en række sjællandske provinsbyer i 2009-2011. Et fælles takstsystem for hele Movia blev indført den 15. januar 2017, 10 år efter fusionen. Planerne om moderne sporvogne endte med Hovedstadens Letbane fra Ishøj ad Ring 3 til Lundtofte der forventes at åbne i 2025.
HT var blevet historie, men begreber som HT-bus og HT-området levede videre op gennem 2010'erne. HT Orkestret blev et uafhængigt amatørorkester ved dannelsen af Movia i 2007 og eksisterer stadig som sådan. Og på Sporvejsmuseet Skjoldenæsholm kan der ses flere eksempler på busser der har kørt for HT og deres entreprenører, ligesom det også er muligt at køre med nogle af dem.

## Busser
Da HT overtog busdriften fra 12 selskaber i 1974 fulgte der 987 busser af forskellige typer og alder med. De største grupper af busser kom fra Københavns Sporveje (KS) med 299 Leyland/DAB serie 1 fra 1964-1967, 251 Leyland/DAB serie 2 fra 1967-1970 og 84 Volvo/Aabenraa fra 1970-1972. De var for en stor dels vedkommende leveret i forbindelse med KS' omstilling af sporvejslinjer til busdrift i de år. Forenede Rutebiler, Herlev-Ruterne, NESA og Nærumbanen bidrog også med en del Leyland/DAB-busser men med forskellig indretning og dørplaceringer. Fra DSB overtog man Volvo/Aabenraa-busser, der var anskaffet i flere serier fra 1961 til 1972, og for de ældstes vedkommende var modne til udrangering. Man havde imidlertid aftalt, at de nyeste af DSB's busser ikke skulle følge med, idet HT selv ville anskaffe nye. Fra Frederiksværkbanen, Gribskovbanen og Hornbækbanen overtog man en række mindre serier Volvo/Aabenraa og Volvo/Carlsen af varierende alder. De nyere overtagne busser indgik i driften, mens de ældre blev brugt til skolebusser, dubleringskørsel og nedbrudsreserve.
HT gik i gang med at standardisere vognparken, til dels i takt med at de ældre busser blev skiftet ud. Der skelnedes mellem bybusser, nærtrafikbusser og landevejsbusser. Bybusser og nærtrafikbusser havde dobbelte for- og midterdøre, sådan som man havde haft det hos KS. Landevejsbusser, HT's betegnelse for rutebiler, havde enkelte for- og midterdøre. I 1978 blev et par nye bybusser forsøgsvist udstyret med bagdør. Det gav en bedre passagercirkulation og en bedre udnyttelse af de bagerste pladser. Det blev derefter standard for bybusser og senere også for nærtrafikbusser. Først i 1980'erne fik landevejsbusserne dobbelte for- og midterdøre samt midterperron, idet de dog fortsat havde bagagerum også. Men uanset type og indretning fortsatte Leyland/DAB og Volvo/Aabenraa, suppleret af Scania/DAB, med at være de faste leverandører i 1970'erne og 1980'erne.
Busserne gennemgik generelt ikke større ombygninger, men der skete en del mindre. Indførelsen af klippekort i 1979 betød for eksempel, at samtlige busser fik installeret automater til dem med tilhørende fjernbetjeningsenheder. Det nye billetsystem kunne imidlertid ikke give de nødvendige statistiske oplysninger om passagertallene. I begyndelsen af 1980'erne fik udvalgte busser derfor indbygget automatisk tælleudstyr, så de som tællebusser kunne foretage repræsentative optællinger. En anden ændring, der omfattede mange busser, var ændring eller fjernelse af holdestænger, så der blev plads til at tage barnevogne med. Enkelte bustyper blev også udsat for ændringer i opvarmningen af førerkabinen, udskiftning af spejle og ombygninger af de elektriske systemer. Fra 1982 og i en periode frem blev nogle busser, der stod foran udrangering, renoveret, så de kunne køre 4-5 år mere. Det omfattede blandt andet nogle af serie 2-busserne fra KS, der nåede at runde de 19 år, før de som de sidste busser fra før HT's tid blev udrangeret i 1989.
De private busselskaber, der kom på kontrakt med HT i 1975, blev underlagt dennes standarder, hvilket betød at de ikke kunne tage hensyn til lokale behov. Til gengæld varierede valget af busleverandører fra selskab til selskab. Therkildsens Ruter i Bagsværd købte for eksempel først Leyland/DAB, men gik over til Volvo/Aabenraa i 1982 for i 1990 at vende tilbage til DAB. Stephansens Rutebiler i Gentofte havde nogle ældre Scania-Vabis med karrosseri fra Ørum-Petersen de første år men gik ellers over til Leyland/DAB fra 1973. De Blaa Rutebiler i Taastrup købte som regel også Leyland/DAB. Hvidovre Rutebiler købte Volvo, der overvejende fik karosseri fra Aabenraa men også fra norske Vestfold Bil- og Karosserifabrik. Jørgen Andersen i Ballerup foretrak også Volvo, det være sig nye eller brugte busser. Først havde de karosseri fra Aabenraa, i 1975-1976 fra Vestfold og fra 1977 fra belgiske Van Hool.
I 1990 blev HT's egen busdrift til Busdivisionen. På det tidspunkt var de første af HT's egne busser udrangeret, og vognparken bestod nu især af busser bygget i 1977-1982. Derefter havde der været mindre bevillinger, og i 1990-1991 blev der slet ikke leveret nye busser. Busdivisionen valgte så at renovere 230 9-12 år gamle busser i det såkaldte ReBus-program i 1992-1995. De fik nye farver og sædebetræk, så de fremstod yngre for passagererne, og 104 af dem fik indbygget bagdør. Teknisk skete der ikke så meget, men Busdivisionen fik alligevel lov til at nedskrive de renoverede bussers alder med ca. 5 år. Resultatet blev at de efterhånden fik lov til at køre rundt som reelt 17-18 år gamle busser, mens deres yngre kollegaer blev udrangeret.

### Nye bustyper
Ved HT's begyndelse var busserne som regel ca. 12 m lange enetages dieselbusser. På nogle linjer kunne det imidlertid knibe med kapaciteten, så der var derfor forsøg med større busser. Københavns Sporveje prøvekørte således to dobbeltdækkerbusser fra Storstockholms Lokaltrafik (SL) i 1970. Lave broer begrænsede imidlertid, hvor de kunne bruges, og passagererne var mindre tilbøjelige til at gå ovenpå ved kortere ture. Som alternativ prøvekørte HT en ledbus fra SL et par måneder på linje 121 ad Gammel Køge Landevej i 1975. Forsøget faldt godt ud, så fra 1977 begyndte HT selv at anskaffe ca. 18 m lange ledbusser ved siden af 12 m-busserne. De første ledbusser, der kom i drift, var nærtrafikbusser til længere strækninger, men fra 1982 anskaffedes de også til visse bybuslinjer.
I 1984 indsattes der 10 hybridbusser, der kunne opsamle energi fra bremsningen af busserne, der så kunne bruges, når de startede igen. Leyland/DAB og Volvo/Aabenraa leverede fem busser hver med hver deres teknik til forsøget. De fik dog ingen varig betydning, for da børnesygdommene var overstået, var der ikke længere interesse for projektet. I stedet endte busserne med at få hybrid-anlæggene demonteret eller sat ud af funktion.
Et fællestræk for alle hidtidige busser var, at de var højgulvsbusser med trin ved dørene med undtagelse af nogle med lav bagperron. I begyndelsen af 1990'erne gjorde en pulje fra Trafikministeriet det imidlertid muligt at anskaffe lavgulvsbusser uden trin ved for- og midterdøre, så fysisk handicappede nemmere kunne komme ind og ud. De første var de små servicebusser, der blev indført i 1990. De første 12 m lavgulvsbusser fra Mercedes-Benz til almindelige buslinjer blev sat i drift i København i 1992, efterfulgt af modeller fra DAB og Aabenraa Karosseri. Ved nogle af de første typer var der dog problemer med færre siddepladser end ved højgulvsbusserne, ligesom en del siddepladser vendte mod kørselsretningen. Til gengæld var den lave gulvhøjde til gavn for passagerer med barnevogne, der nu kunne komme ind og ud uden hjælp. Lavt gulv blev efterfølgende standard for alle nye busser, uanset hvor de kørte.
I 1997-1999 anskaffede Bus Danmark, Combus og Linjebus ca. 250 gasbusser fra DAB. De var mere miljøvenlige end de daværende dieselbusser og støjede mindre. Motor og gasflasker var placeret på taget, hvor de var skjult af en forhøjning. Indretningen svarede til de samtidige lavgulvsbusser. Nogle blev som noget nyt forsynet med overvågningskameraer, der kunne dokumentere overfald og hærværk. De nyttede dog ikke så meget, da politiet ikke umiddelbart var villige til at gøre noget overfor graffitimalere. Gasbusserne selv blev overhalet af udviklingen, allerede mens de blev sat i drift. Udvikling af katalysatorer og partikelfiltre gjorde det således muligt at rense dieselbussernes udstødning men til en noget mindre ekstrapris, end den der måtte betales for gasbusserne.
I slutningen af 1990'erne vendte HT tilbage til idéen med dobbeltdækkerbusser, der havde en større andel af siddepladser end ledbusser. I den forbindelse blev en dobbeltdækkerbus fra Berlin prøvekørt på linje 250S en måned i 1998. Efterfølgende indsatte Arriva og City-Trafik 36 dobbeltdækkerbusser fra Volvo/East-Lancs i København i 2001. Der viste sig dog stadig at være problemer med at få passagererne til at gå ovenpå. Desuden begrænsede de lave broer og andre forhindringer fortsat, hvor de kunne bruges. Noget der hurtigt blev relevant, da etableringen af metroen og A-busnettet i 2002-2003 medførte mange ændringer af linjenettet. Dertil kom så, at der fra 2000 blev indsat 13,7 m lange enetages busser på linjer, der havde brug for ekstra kapacitet. De havde ikke problemer med højden og blev derfor foretrukket ved senere anskaffelser af store busser.
I oktober 2005 kørte 944 busser på kontrakt for HUR Trafik. De største grupper var de 690 12 m-busser med plads til 60-70 passagerer hver og de 178 13,7 m-busser med plads til 80-90 passagerer hver. De 15 ledbusser havde plads til 100-120 passagerer hver, mens de da 35 dobbeltdækkerbusser havde plads til 100-110 passagerer hver. De 16 ca. 9 m lange telebusser havde plads til 20-40 passagerer hver, og de 14 ca. 8,6 m lange servicebusser havde plads til 35-40 passagerer hver.

### Design
De 12 selskaber, der i 1974 dannede grundstammen i HT, havde malet deres i alt 987 busser i snart sagt alle regnbuens farver og lidt til. Røde, gule, orange, hvide, grå og sølv busser prægede således de nordsjællandske gader og veje. Den største gruppe udgjorde Københavns Sporvejes 645 busser malet i gul med hvide vinduespartier og lysegrå tage, og det blev da også denne bemaling alle nyanskaffede busser fik til og med 1983. De overtagne busser fik derimod lov til at beholde deres design, i det mange dog mistede diverse mavebælter og fartstriber ved opmalinger. De private busselskaber fik også lov at beholde deres respektive farver. For eksempel havde Hvidovre Rutebiler bordeauxrøde busser med mørkegrønne vinduespartier og tage, mens Therkildsens Ruter havde blå busser med hvide striber og vinduespartier.
I 1983 introduceredes en ny solskinsgul farve designet af Lise Honoré, der dækkede HT's nye busser fra øverst til nederst. Farven blev kendt som HT-gul men blev dog senere justeret til RAL 1018 Melongul. Farven dannede hurtigt skole, idet den bredte sig til en række bybussystemer rundt om i landet. I 1990 blev den desuden standard for alle nye busser, der kørte på kontrakt for HT. Det kunne dog godt give anledning til lokal forvirring, når skift af et privat selskab ved en licitation medførte, at de vante farver pludselig var erstattet af gul. De sidste busser i gamle bemalinger forsvandt i foråret 1996.
I tidens løb var der dog flere variationer og undtagelser. Indledningsvis i forbindelse med arrangementet "Kunst i Byen" og siden på egen hånd lod man således 1982-1988 7×3 busser opmale af diverse kunstnere i hvilke mere eller mindre opsigtsvækkende design, de måtte ønske. Efterfølgende blev der i sommeren 1990 indført mulighed for at lade busser opmale i totalreklame på betingelse af, at fronten forblev gul. Med virkning fra 5. udbud, der trådte i kraft 1. juni 1996, blev totalreklame dog atter forbudt.
I 1990 introduceredes S-busserne, der blandt andet kendetegnedes ved blå-hvide striber under tagkanten. Da A-busserne introduceredes i 2002 valgte man imidlertid en anden løsning, i det A-busserne fik forreste højre og bagerste venstre hjørne set i køreretningen malet røde. I 2003 fik S-busserne tilsvarende blå hjørner i stedet for striberne. Desuden fik A-busser og S-busser med det nye design til at begynde med skrevet linjenummer og linjeforløb under tagkanten varierende efter hvilken linje, de hørte til. På reservebusser stod der dog kun A-bus hhv. S-bus.
I 2007 blev HUR Trafik som nævnt ovenfor lagt sammen med VT og STS til Movia. Her stod man med det samme problem som i 1974, idet de tre selskaber havde hver deres design. På de grænseoverskridende linjer kunne der således ses hvide og orange busser fra VT og blå og lysegrønne busser fra STS. 5. juni 2007 besluttede Movias bestyrelse imidlertid, at den HT-gule farve skulle være standard for hele Movia. Det skyldtes dels, at den var trafiksikker, og dels at ca. 1.000 ud af Movias 1.500 busser allerede havde den farve. Busserne fra VT og STS skiftede dog først farver, efterhånden som nye udbud trådte i kraft frem til 2014.

### Logoer
Ved oprettelsen af HT i 1974 indførtes det første logo i form af en på spidsen stående femkant med sort kant og gul bund og med bogstaverne HT stående midt i. Femkanten symboliserede de to kommuner og tre amter, der stod bag HT. I 1984 blev logoet forsøgt moderniseret ved at blive sat ind i firkant, men det måtte dog alligevel erkendes, at femkanten var forældet. I 1985 blev der derfor afholdt en konkurrence om et nyt logo. Logoet skulle være markant og kunne bruges på både busser, stoppesteder, billetter og tryksager. Der behøvede ikke nødvendigvis stå HT, men det kunne være praktisk, da det skulle kunne stå ved siden af DSB's daværende logo, der netop kun bestod af bogstaverne DSB.
Konkurrencen resulterede i 2.222 forslag. Udover forslag med HT var der blandt andet forslag baseret på femkanten. En del andre gjorde brug af to modsatrettede pile, en idé der i forvejen kendtes fra mange trafikselskaber i ind- og udland. Atter andre forslag gik på stiliserede udgaver af de tre tårne fra Københavns byvåben, mens andre igen fokuserede på fingrene fra Fingerplanen. Førstepræmien endte med at gå til Peter Hiort og Janne Iglsø Andersen, der havde lavet et logo, hvor de to bogstaver HT blev skrevet sammen med en streg og i kursiv. Efter nogle grafiske tilpasninger blev det nye logo taget i brug 1. december 1985. Dagbladet Politiken sammenlignede i øvrigt logoet med en hund, og det var da også Peter Hiort, der havde designet supermarkedskæden Nettos logo med en hund.
Da HT indgik i HUR i 2000, fortsatte man med at bruge HT-logoet de første år. Det gik man dog efterhånden bort fra, da HUR ikke var blevet så kendt som ønsket. I 2003 introduceredes så et nyt logo med teksten HUR Trafik stående i en afrundet firkant. Men bortset fra enkelte forsøg kom det dog aldrig i brug på busserne. De hidtidige busser fortsatte med at køre rundt med HT-logoet, mens nye busser slet ikke fik noget logo. Den manglende gennemførelse af det nye logo skyldtes antageligt, at det allerede i 2004 stod klart, at Strukturreformen i 2007 ville taget livet af HUR. Afløseren blev som nævnt ovenfor Movia, der indførte sit nye logo i foråret 2007. Udover navnet kom det til at bestå af to modsatrettede pile, om end ikke lige i de udformninger der havde indgået i konkurrencen i 1985.

### Udrangering og bevaring
De første år efter HT's etablering blev de fleste udrangerede busser sendt med tog til en autoophugger i Egtved. Nogle af dem blev solgt videre til private vognmænd rundt om i landet. Andre blev benyttet til glatførekurser på Ring Djursland, men de fleste blev ophugget. Da aftalen med ophuggeren i Egtved ophørte, gik man over til at sælge til en ophugger på Sydsjælland, som overtog samtlige busser i midten af 1980'erne. Enkelte busser kørte selv derned, men de fleste blev hentet af ophuggerens kranvogn. I 1989-1990, midt i 1990'erne og omkring 2000 solgtes mange busser til produkthandleren John Staaling i Viborg. Også her blev mange busser ophugget, men der blev også solgt mange til forskellige lande i Østeuropa, hvor de fik en kortere eller længere karriere.
Sporvejsmuseet Skjoldenæsholm har bevaret et udvalg af de busser, der har kørt for HT, og dets entreprenører. Nogle af dem er udstillet i Bushallen på museet. Andre benyttes på museets linjer til Borup Station og rundt om Valsølille Sø eller kan lejes til arrangementer. Blandt andet er der bevaret nogle af de busser, HT overtog ved etableringen, så som en Leyland serie 1, KS 995 fra 1964, en Leyland serie 2, KS 322 fra 1968, og en Volvo serie 3, KS 571 fra 1972, der er ført tilbage deres oprindelige udseende hos Københavns Sporveje. En Leyland serie 2 fra Herlev-Ruterne, HR 68 fra 1973, er også ført tilbage. Serie 2-bussen HT 428 fra 1969 er til gengæld bevaret i sit udseende som kunstbus.
Blandt HT's egne anskaffelser ses en Scania/DAB, HT 1388 fra 1982, en Leyland/DAB, HT 1501 fra samme år, og en Volvo/DAB, HT 1856 fra 1988. Den tidligere HT 1585 fra 1994, der blev eksporteret til Tallinn, er bevaret i det udseende, den havde som TAK 1167 der. De første års entreprenører repræsenteres af BBC 43, en DAB/Silkeborg anskaffet af Birkerød Bus Compagni i 1984. De senere års entreprenører repræsenteres blandt andet af lavgulvsbusser i form af en DAB/Silkeborg, Fjord-Bus 7433 fra 1993, og en Volvo/Aabenraa, Partner Bus 8431 fra 1994. En gasbus fra DAB, Combus 5202 fra 1998, en dobbeltdækkerbus fra Volvo, City Trafik 2806 fra 2001, og en 13,7 m-bus fra Volvo/Aabenraa, Arriva 1425 fra 2001, er også bevaret.

## Linjetyper
HT's og HUR's buslinjer var inddelt i forskellige kategorier med forskellige karakteristika og farvemarkeringer. Det sidste blev blandt andet benyttet ved en del stoppestedsstandere, hvor derudover et gult busskilt øverst også var skilte for de enkelte linjer med tilhørende destinationer med kategoriens farve som baggrund. Standerne som sådan var oprindeligt udformet som grå metalrør med de nævnte skilte øverst og køreplaner midt på. I 1990'erne indførtes gradvist bredere mørkeblå standere, hvor skilte og køreplanerne var indbyggede. På Frederiksberg var de nye standere og læskure dog mørkegrønne som det øvrige gadeinventar.

### De gule busser
De "almindelige" gule busser kørte overalt i regionen og standsede ved alle stoppesteder. Der var dog stor variation linjerne imellem. I de centrale københavnske bydele kunne de oprindeligt køre mange gange i timen. Men efterhånden som først S-busserne og senere A-busserne kom til, kom de mere til at fungere som lokalt supplement to til fire gange i timen. I Københavns forstæder og i købstæderne fungerede de som bybusser med kørsel en til tre gange i timen og med forbindelse til stationer. I landområderne fungerede de som lokal betjening hver eller hver anden time. Endelig var der så regionale linjer, der forbandt byer uden banebetjening en til tre gange i timen.
Nummermæssigt fulgtes det princip, at et- og tocifrede linjenumre primært benyttedes i Københavns, Frederiksberg, Tårnby og Dragør kommuner, 1xx-numre i det tidligere Københavns Amt, 2xx-numre i det tidligere Roskilde Amt og 3xx-numre i det tidligere Frederiksborg Amt. 4xx-numre benyttedes af skolebusser, mens 5xx-, 6xx- 7xx- og 8xx-numre benyttedes af bybusser i hhv. Køge, Roskilde, Hillerød og Helsingør.
På stoppestederne var de almindelige linjer markeret med gule skilte.

### A-busser
A-busserne betjente København og de nærmeste forstæder. De kørte med høj frekvens og standsede ved alle stoppesteder. I myldretiden kørtes uden fast køreplan men blot med angivelse af et forventet interval mellem busserne, der kunne være helt ned til 3-4 minutter. A-busserne udgjorde et såkaldt stambusnet, dvs. et enkelt system med få direkte linjer med høj afgangsfrekvens, og hvor de vigtigere stoppesteder var udstyret med skilte med nedtælling til næste bus. A-busserne fungerede som en slags metro i gadeplan og omfattede nogle af de mest benyttede buslinjer.
De to første linjer, 2A og 5A, blev introduceret 20. oktober 2002 samtidig med åbningen af Metroens første etape. Metroens åbning betød, at der måtte skæres ned på busdriften. Men i stedet for bare at gøre det, valgte HUR at foretage omfattende omlægninger, hvor A-busserne blev etableret som et højkvalitetsprodukt. Til gengæld blev en række andre buslinjer nedlagt, således at det samlede linjeudbud blev mindre fintmasket, dvs. at en del fik forøget afstanden til nærmeste stoppested. Rent praktisk blev linjenettet ændret over tre omgange, der udover den første 20. oktober 2002 omfattede en anden 25. maj 2003 i forbindelse med Metroens etape 2A, hvor linje 1A og 6A blev introduceret, og en tredje 14. december samme år, hvor linje 3A og 4A havde premiere.
A-busserne markeredes ved røde skilte på stoppestederne. Busserne var gule men med rød bemaling omkring forreste dørparti og på højre del af forenden samt på venstre bagende.

### S-busser
S-busserne kørte med relativt høj frekvens (typisk 10 minutters interval i myldretiden og 20 minutters interval om aftenen) og standsede kun ved større stoppesteder. Busserne var tænkt som et supplement til S-tog og regionaltog, idet de enten kørte på tværs af jernbanenettet eller i områderne mellem jernbanerne. Forklaringen på S'et skal muligvis søges i, at de i planlægningsstadiet oprindeligt blev betegnet “superbusser”, men det kan også tolkes som en henvisning til S-tog.
De tre første S-buslinjer så dagens lys 21. oktober 1990: 300S, 400S og 600S. I starten var busserne relativt luksuriøst indrettet med tonede ruder, gulvtæpper, læselamper mv. En del af denne luksus blev dog afskaffet i løbet af 1990'erne, samtidig med at komforten i de øvrige busser steg. S-busserne var dog under alle omstændigheder en succes, og passagerudviklingen vendte fra et fald på 2-3% om året til en stigning på 6-7%. Før introduktionen af A-busserne var linje 350S HUR's næstmest benyttede buslinje efter den daværende linje 16. Udbygningen af S-busnettet fortsatte indtil 1998 med oprettelsen af linje 150S.
S-busserne var kendetegnede ved blå skilte på stoppestederne. Busserne var oprindeligt forsynet med blå/hvide striber langs tagkanten. Det blev dog ændret i 2003, så S-busserne fik en bemaling, der mindede om A-bussernes, hvor forreste højre og bagerste venstre hjørne var malet blåt. Rutenumrene var "runde" tal, dvs. tal der slutter på -00 eller -50, hvor -00S benyttedes om linjer der kørte på tværs af jernbanerne i Københavns fingre, mens -50S benyttedes om linjer, der kørte radialt til og fra eller gennem centrum af København. En undtagelse var den i 1993 oprettede linje 303S, der supplerede linje 300S i myldretiderne, indtil den i 1995 blev ændret til linje 174E.
I forbindelse med åbningen af metroen og introduktionen af A-busserne 2002-2003 nedlagdes linje 100S og 550S, mens linje 250S, 350S og 650S fik driften betydeligt reduceret.

### Ekspresbusser
Ekspresbusserne, senere bare E-busser, kørte typisk kun i myldretiderne og standsede kun ved større stoppesteder. De fungerede typisk som supplement til almindelige gule busser eller S-busser på særligt trafikerede strækninger.
De første ekspresbuslinjer etableredes ved køreplansskiftet 26. september 1976 i form af linje 75E og 122E. Senere blev flere andre linjer oprettet og nedlagt i takt med behovet. Derudover blev hurtigbusserne ændret til ekspresbusser i 1989. Modsat blev nogle af ekspresbusserne selv erstattet af de S-buslinjer og pendulbusser, der blev oprettet i løbet af 1990'erne.
På stoppestederne var ekspresbusserne markeret med grønne skilte, men i modsætning til A- og S-busserne var ekspresbusserne helt gule. Fra starten havde de et E i linjenumrene.

### Hurtigbusser
Hurtigbusserne var hurtigere udgaver af normale linjer i myldretiderne. For eksempel supplerede linje 5H linje 5 mellem Rådhusstræde og Husum Torv, men hvor linje 5 kørte ad Nørrebrogade med stop ved alle stoppesteder, kørte linje 5H uden stop mellem Nørreport Station og Bellahøj ad Åboulevard – Bispeengbuen – Borups Allé og vandt derved ca. 10 minutter.
Hurtigbusserne introduceredes ved køreplansskiftet 13. april 1974. Med tiden blev forskellen mellem hurtigbusser og ekspresbusser dog temmelig illusorisk, og i to omgange, 23. april og 28. maj 1989, blev hurtigbusserne derfor enten ændret til ekspresbusser eller erstattet af nye ekspresbuslinjer eller tog. De overlevende linjer fik med en enkelt undtagelse (4H/4E) samtidig nye selvstændige linjenumre, så for eksempel linje 10H, der supplerede linje 10, blev til 15E.
Hurtigbusserne brugte samme grønne farve som ekspresbusserne men benyttede et H i linjenummeret.

### Pendulbusser
Pendulbusserne kørte typisk en kort rute mellem en station og et industriområde eller en uddannelsesinstitution. De kørte med høj frekvens og med få stop undervejs. Alle linjer kørte kun på hverdage, og som regel kun i myldretiderne.
Den første pendulbuslinje var linje 590P mellem Lyngby Station og Danmarks Tekniske Universitet, der havde premiere 25. september 1994. 11. januar 2009 blev alle de da 13 pendulbuslinjer ændret til ekspresbuslinjer, men senere blev de ændret til almindelige buslinjer. Derudover har der eksisteret 4 andre pendulbuslinjer.
Pendulbusserne brugte samme grønne farve som ekspresbusserne men benyttede et P i linjenummeret.

### Natbusser
Natbusserne kørte enten hver nat eller nat efter fredag og lørdag, når de øvrige buslinjer holdt stille. Nogle linjer kørte i de centrale dele af København, andre fra Rådhuspladsen i København til de omkringliggende købstæder og andre igen i yderområderne. Natbusserne var fra 1984 kendetegnet ved en lilla farve på skilte og linjekort; farven blev i 1994 ændret til grå.
HT's første natbuslinjer var de fem linjer B-F, der var blevet overtaget sammen med Københavns Sporveje. 30. september 1984 gik man over til 9xx-numre, hvor linjerne fik numre svarende til de daglinjer, de svarede mest til. For eksempel blev linje B til linje 902, da den svarede til linje 2. Samtidig påbegyndtes en udbredelse af natbusserne til resten af regionen. 1. februar 1998 gennemførtes en reform af natbusnettet, der blandt andet betød af natbuslinjerne fik numre i intervallet 80N–99N, hvor linje 80N-85N primært kørte i København, mens 90N-99N kørte i resten af Hovedstadsområdet.

### Havnebusser
Havnebusserne var "busser til havs", der sejlede i Københavns Havn, og som lagde til ved særligt anlagte landgangsbroer. Havnebussernes farve var mørkeblå, men på de brede stoppestedsskilte, der normalt stod i vejkanten men her stod ved kajen, stod linjenummeret på gul baggrund. Til gengæld havde overgangen mellem den mørkeblå stander og den gule top form som små bølger.
Fra starten 3. august 2000 indsattes to skibe, Holmen og Bryggen, der sejlede mellem Det Kongelige Bibliotek og Nordre Toldbod. Som noget usædvanligt fik de to forskellige linjenumre alt efter sejlretningen. Mod Det Kongelige Bibliotek hed ruten således linje 901 og mod Nordre Toldbod linje 902.

### Servicebusser
Servicebusserne var et tilbud til ældre og gangbesværede. Busserne forbandt typisk biblioteker, indkøbscentre, ældreboliger, plejehjem m.v. Køreplanen var lagt, så chaufføren havde tid til at hjælpe med udstigning, og busserne var udstyret med ramper til kørestole. Der kørtes typisk en gang i timen mellem myldretiderne på hverdage, men nogle steder kørtes der også i weekenderne.
De første servicebusser indførtes 11. december 1990. De blev efterfølgende udbredt til de kommuner, der ville betale for driften af dem. Servicebusserne var kendetegnet ved lysegrønne skilte og 8xx-numre. Før 2002 var skiltene bordeauxrøde, men den røde farve blev overtaget af A-busserne.

### Telebusser
Telebusserne betjente yderområderne, hvor der ikke var tilstrækkeligt passagergrundlag til fast rutedrift. I stedet fungerede telebusserne som en taxilignende ordning, hvor man ringede og bestilte bussen, når man skulle bruge den. Nogle steder kørtes kun om aftenen, men andre steder kørtes der også i dagtimerne. Der kørtes typisk en gang i timen i et givent område, men hvad vej der kørtes afhang af de aktuelle bestillinger.

## Køreplaner
HT udgav sin første samlede køreplan i forbindelse med selskabets første køreplansskifte 13. oktober 1974. Den var på 232 sider i formatet 21 × 10,5 cm og indeholdt HT's egne buslinjer, visse private buslinjer, DSB's tog og privatbanerne. Køreplanerne for de tidligere KS-, AB- og NESA-linjer var udformet med afgangstider fra endestationerne, særskilte oversigter for længste og korteste køretider og noter for afgange, der kun kørte en del af vejen. Ved de fleste andre linjer var køreplanerne udformet som oversigter over ture med afgangstider fra udvalgte stoppesteder undervejs og noter om lokale forhold. I begge tilfælde forenkledes der dog for en del linjer med brug af faste minuttal i hele eller dele af driftstiden. Køreplanen havde desuden afsnit med takster og ændringer i forbindelse med køreplansskiftet. Ved det næste køreplansskifte 20. april 1975 var køreplanen vokset til 344 sider, idet alle de private buslinjer nu var kommet med.
Da de første samlede køreplaner var udkommet, blev de anmeldt af Thorkild Ring Hansen i BYtrafik i februar 1976. Han fandt "at fremkomsten af køreplanen afhjælper et virkeligt savn. Prisen synes rimelig, formatet handy og typografien god. Opstillingen af køreplanerne i linienummerorden er god og medtagelse af befordringsbestemmelser m.v. nyttig." Der var dog kun et kort over linjerne i Københavns Indre By, hvilket kunne gøre det svært at finde information om andre steder, hvis man ikke kendte linjenummeret. Der var heller ikke nogen kort eller oversigt over takstzonerne, til trods for at passagererne blev anmodet om at opgive det zonenummer, de skulle til, når de købte billet. Endelig bemærkede Thorkild Ring Hansen, at det var godt, at der var jernbanekøreplaner med, men at nogle strækninger manglede. Fra den efterfølgende sommerkøreplan kom de manglende jernbanekøreplaner med, ligesom der kom zonenumre i buskøreplanerne. Til gengæld bortfaldt kortet over Indre By og blev erstattet af særskilte trafikkort.
Den samlede køreplan fortsatte med at udkomme som skiftevis vinter- og sommerkøreplaner i stadig tykkere udgaver. Vinterkøreplanen fra 29. september 1985 var således på 640 sider. Derefter blev køreplanen imidlertid delt i to. Den ene omfattede Københavns, Frederiksberg, Gentofte, Tårnby og Dragør Kommuner, mens den anden omfattede resten af Hovedstadsområdet. Den københavnske køreplan udkom første gang 20. april 1986 og opererede fortsat med to årlige køreplansskift. Den anden for resten af Hovedstadsområdet udkom første gang i forbindelse med DSB's køreplansskift 1. juni 1986 og skulle fungere som en helårskøreplan. Det koncept fortsatte herefter nogle år om end med et par undtagelser i udgivelsesfrekvensen.
Opsætningen af køreplanerne ændredes til en ny form for oversigter fra henholdsvis 19. april og 31. maj 1987, så turene på alle linjer blev angivet med udvalgte stop undervejs. Blot skulle tiderne for en tur nu følges vandret, hvor de udenfor København før havde været angivet lodret. Faste minuttal benyttedes stadig i varierende omfang. Fra 26. september 1993 blev de to køreplaner på ny samlet i en. Den var nu oppe på 912 sider med bus- og togkøreplaner, buslinjernes forløb, terminalkort og bestemmelser. Det var dog en størrelse, der gav problemer ved trykningen. Fra 30. maj 1999 og et par år frem blev køreplanerne udgivet for et år ad gangen.
Den samlede køreplan udkom for sidste gang ved køreplansskiftet 25. maj 2003. Køreplanen havde tidligere finansieret sig selv, idet der blev solgt 50.000 ved hvert køreplansskift i 1990'erne. Men i 2000/2001 var det faldet til 23.000, i 2001/2002 til 19.000 og til 2002/2003 til 12.000, så det nu var en underskudsforretning. Faldet skyldes formentligt, at det var blevet nemmere at finde information andre steder. På det stadig mere udbredte internet kunne der findes køreplaner på HUR's hjemmeside og søges på individuelle rejser på Rejseplanen. Samtidig kunne der som nævnt nedenfor tages køreplaner for enkelte linjer i busserne. Og endelig var der kommet stadig flere ændringer på andre tidspunkter end de traditionelle køreplansskift, som de andre informationskanaler bedre kunne fortælle om.
De samlede køreplaner blev suppleret af udfoldelige trafikkort. De første fra april 1976 var udformet som geografiske kort med angivelse af linjeforløb og takstzoner. I en periode i 1980'erne benyttedes en diagramform med streger for hver enkelt buslinje og forskellige farver for de forskellige linjetyper. Efterfølgende gik man tilbage til geografisk udformning, hvor linjer af samme type blev samlet i en streg, hvor de fulgtes ad. Forskellige typer linjer havde stadig hver deres farvede streger med for eksempel grøn for ekspresbusser og blå for S-busser. Det sidste trafikkort udkom i januar 2007.
For enkelte linjer eller grupper af linjer blev der udgivet linjekøreplaner i form af foldere eller hæfter, som passagererne kunne tage i busserne. De første år varierede de dog temmelig meget, for HT's egne områder fortsatte designet fra de forskellige selskaber, de havde overtaget, og entreprenørerne udformede selv deres. Der blev dog hurtigt indført den regel, at linjekøreplanerne var gratis, hvor man nogle steder før havde taget en symbolsk pris for at undgå, at folk bare smed dem væk efter brug. Køreplanernes opsætning blev som nævnt ændret i 1987, og linjekøreplanerne fik efterhånden ensrettet design. Formatet blev det samme som for de samlede køreplaner, og ligesom dem fulgte de i 1990'erne det princip, at sommerkøreplanerne havde gule forsider og vinterkøreplanerne hvide.
Natbusnettet, der blev kraftigt udvidet i 1984, havde sit eget køreplanshæfte, hvor der også var kort over nettet i henholdsvis Storkøbenhavn og Hovedstadsområdet. S-busserne havde ligeledes et samlet køreplanshæfte i 1990'erne, der også indeholdt kort samt køreplaner for S-togene. Udbredelsen af servicebuslinjerne i de samme år gav anledning til køreplaner med kort med angivelse af stoppesteder og vinkestrækninger. A-busserne fra 2002 fik til gengæld droppet deres linjekøreplaner i 2004, da deres hyppige kørsel gjorde dem unødvendige. S-busserne fik inddraget linjekøreplanerne i 2009, idet der henvistes til internettet og besked om afgange pr. sms. Udgivelsen af de øvrige linjekøreplaner fortsatte, indtil de blev inddraget 20.-21. september 2014.

### Andre udgivelser
Udover køreplanerne udgav HT også løbende brochurer, hæfter og andre tryksager. Det kunne for eksempel være om takster, specielle typer af billetter og servicetilbud. Men det kunne også være om aktuelle ting som større linjeændringer, indsættelse af nye busser og forskellige forsøg.
I tiden op til den egentlige etablering af HT i 1974 blev der udgivet tre numre af bladet HT information om forberedelserne. Fra 1974 til 1990 blev bladet HT-nyt udgivet som en fortsættelse af Københavns Sporvejes KS-nyt. Det handlede blandt andet om nye tiltag, nye bustyper og linjeændringer. Fra 1990 blev det afløst af det mere udadvendte blad Ligeud, der gav udtryk for HT's synspunkter og behandlede problemstillinger for den kollektive trafik. Bladet ophørte ved udgangen af 2006 i forbindelse med etableringen af Movia. HT-nyt genopstod i 1993 som et internt blad for alle der arbejdede for HT, først i køreplansformat og fra 1995 i A4-format. Bladet skiftede navn til Trafiknyt i 2003 og udkom sidste gang i 2009.

## Direktører
- Karl Niels Andersen (1974-1980)[307]
- Finn Torjussen (1980-1990)[308][309]
- K.K. Kristensen (1990, konstitueret)[310]
- Henning Hummelmose (1990-1992)[311][312]
- Johannes Sloth (HT 1993-2000, trafikdirektør i HUR 2000-2004, administrerende direktør i HUR 2004-2006)[313][314]
- Claes Nilas (administrerende direktør i HUR 2000-2004)[313]

## Fodnoter
1. ↑  Larsen & Poulsen (2009), s. 90-91.
2. ↑  Allan Testrup i Larsen & Poulsen (2009), s. 278-279.
3. ↑  Thingaard (1993), s. 33.
4. ↑  Birch, Mosgaard & Sinding (1995), s. 56.
5. 1 2 3 4 5 6 7 8 9  "10 år med HT" af Erik B. Jonsen. BYtrafik 5/1984, s. 195-200. ISSN 1901-3906
6. ↑  Birch, Mosgaard & Sinding (1995), s. 136.
7. 1 2 3 4  Larsen & Poulsen (2009), s. 196-197.
8. 1 2 3 4 5  Birch, Mosgaard & Sinding (1995), s. 132.
9. ↑  Thomsen (1995), s. 163.
10. 1 2 3  "Lov om hovedstadsområdets kollektive personbefordring", givet 13. juni 1973. BYtrafik 4B/1978, s. 14-16.
11. ↑  "Trafikrådets virksomhed" af Erling Olsen. BYtrafik 4B/1976, s. 3.
12. ↑  "Trafikrådets virksomhed" af Erling Olsen. BYtrafik 4B/1976, s. 4-5.
13. ↑  "Trafikrådets virksomhed" af Erling Olsen. BYtrafik 4B/1976, s. 5-8.
14. ↑  "Hovedstadsrådet" af Bue Nielsen. Den Store Danske. Hentet 22. juli 2021 – via Lex.dk.
15. ↑  Bekendtgørelse af Lov om et hovedstadsråd. LBK nr 315 af 20/06/1984, Retsinformation. Hentet 22. juli 2021.
16. ↑  Birch, Mosgaard & Sinding (1995), s. 132-133
17. ↑  Plum & Viinholt-Nielsen (2009), s. 171-172
18. 1 2 3 4 5 6 7 8 9 10 11 12  Mosgaard (1984), s. 6.
19. ↑  Viinholt-Nielsen, Poulsen & Plum, s. 288.
20. ↑  Birch, Mosgaard & Sinding (1995), s. 133.
21. ↑  Thomsen (1995), s. 195-196.
22. 1 2 3  Birch & Gold (2017), s. 106.
23. 1 2 3 4  Hansen (1998), s. 39-40.
24. ↑  Detaljer for 8400149, Busarkivet.dk. Besøgt 3. juli 2021.
25. 1 2 3 4 5 6 7 8 9 10 11 12  Hovedstadsområdets trafikrevolution af Thomas de Laine. Myldretid, 27. september 1999.
26. ↑  "Farvel og goddag" af Kaj Hansen. BYtrafik 6/1974, s. 131.
27. ↑  "HT runder 25 år" af Jesper Kiby Denborg. Busfronten 140/1999, s. 3.
28. 1 2  Vinterkøreplan, gyldig fra 13. oktober 1974 til 19. april 1975. HT og DSB, s. 1-5.
29. 1 2  "HTs driftsorganisation" af Søren Palsbo. BYtrafik 2/1975, s. 47.
30. 1 2  "Toftegårds Plads 1930 - 1998" af Jesper Kiby Denborg. Busfronten 133/1998, s. 7.
31. ↑  "Hovedstadsområdet" af Erik B. Jonsen. BYtrafik 1/1984, s. 38.
32. ↑  "Hovedstadsområdet" af Erik B. Jonsen. BYtrafik 3/1984, s. 129.
33. 1 2 3  Thinggaard (1992), s. 20
34. ↑  "Trafikrådets virksomhed" af Erling Olsen. BYtrafik 4B/1976, s. 8-10.
35. ↑  Notits i BYtrafik 2/1975, s. 47.
36. ↑  Thingaard (1991), s. 101.
37. 1 2 3 4 5  Thinggaard (1992), s. 21-22.
38. 1 2 3 4  "HT-zonetakst", BYtrafik 2/1975, s. 46.
39. 1 2 3 4 5  Allan Testrup i Larsen & Poulsen (2009), s. 281-282.
40. ↑  Frem og tilbage er ikke - altid - lige langt af Paul Metelmann. Pendulet 3/1997, s. 3.
41. ↑  Sommerkøreplan, gyldig fra 20. april til 27. september 1975. HT og DSB, s. 5.
42. ↑  Viinholt-Nielsen, Poulsen & Plum, s. 248
43. ↑  "Hovedstadsområdet", BYtrafik 3/1978, s. 78.
44. ↑  Hvem Hvad Hvor 1976 under redaktion af Hjalmar Petersen og Erik Hansen. Politikens Forlag, 1975. s. 50, 53-54. ISBN 87-567-2255-9
45. ↑  "Hovedstadsområdet", BYtrafik 4/1976, s. 106.
46. ↑  Hvem Hvad Hvor 1976 under redaktion af Hjalmar Petersen og Erik Hansen. Politikens Forlag, 1975. s. 60-63. ISBN 87-567-2255-9
47. ↑  "Hovedstadsområdet", BYtrafik 6/1975, s. 161.
48. ↑  Hvem Hvad Hvor 1985 under redaktion af Poul Erik Munk Nielsen. Politikens Forlag, 1984. s. 253. ISBN 87-567-3964-8
49. ↑  "Hovedstadsområdet", BYtrafik 2/1975, s. 50-51.
50. ↑  "Hovedstadsområdet", BYtrafik 2/1975, s. 51.
51. ↑  Sommerkøreplan, gyldig fra 25. april 1976 til 25. september 1976. HT og DSB, s. 9.
52. ↑  Vinterkøreplan, gyldig fra 26. september 1976 til 23. april 1977. HT og DSB, s. 2-3.
53. ↑  "Hovedstadsområdet", BYtrafik 6/1976, s. 164.
54. ↑  Bjørnson (1988), s. 96.
55. ↑  Sommerkøreplan, gyldig fra 24. april 1977 til 24. september 1977. HT og DSB, s. 452.
56. ↑  Vinterkøreplan, gyldig fra 25. september 1977 til 22. april 1978, HT og DSB, s. 460.
57. ↑  "Trafikrådets virksomhed" af Erling Olsen. BYtrafik' 4B/1976, s. 5.
58. ↑  "Lov om ændring af lov om hovedstadsområdets kollektive personbefordring", givet 12. maj 1976. BYtrafik 4B/1976, s. 25.
59. 1 2  "Lov om hovedstadsområdets kollektive personbefordring", givet 8. juni 1977. BYtrafik 4B/1978, s. 79-80.
60. ↑  "Trafikrådets virksomhed" af Erling Olsen. BYtrafik 4B/1976, s. 13.
61. ↑  "Takstfællesskabet fylder 25 år" af Sonja Eriksen. Trafiknyt 4/2004, s. 8-9.
62. ↑  "Farvel til poletterne" af Nils. Kr. Zeeberg. BYtrafik 2/1979, s. 35-39.
63. ↑  "Priser / Hvad koster kort og billetter?". Arkiveret fra originalen 29. februar 2000. Hentet 27. januar 2022.
64. 1 2 3  Birch & Gold (2017), s. 130.
65. ↑  "Om lov nr. 114 af 29. marts 1978" af Peer Goe Jacobsen. BYtrafik 1/1981, s. 4-9.
66. ↑  Birch & Gold (2017), s. 131.
67. ↑  "Buschauffør på grænsen" af Søren Boss Christensen. Trafiknyt 5/2006, s. 4-5.
68. ↑  Plum (2004), s. 177-178.
69. ↑  "Hovedstadsområdet" af Erik B. Jonsen. BYtrafik 5/1977, s. 152.
70. ↑  Hovedstadsområdet" af Erik B. Jonsen. Jernbanen 5/1979, s. 160.
71. ↑  Hovedstadsområdet" af Erik B. Jonsen. BYtrafik 5/1983, s. 220-221.
72. ↑  "Hovedstadsområdet", BYtrafik 2/1986, s. 82-86.
73. ↑  "Hovedstadsområdet", BYtrafik 3/1986, s. 133.
74. ↑  "Hovedstadsområdet" af Erik. B. Jonsen. 'BYtrafik 6/1981, s. 260.
75. ↑  Hvem Hvad Hvor 1980 under redaktion af Hjalmar Petersen og Peter Brøns. Politikens Forlag, 1979. s. 51. ISBN 87-567-3278-3
76. ↑  "Hovedstadsområdet", BYtrafik 3/1979, s. 97-98.
77. ↑  Hvem Hvad Hvor 1985 under redaktion af Poul Erik Munk Nielsen. Politikens Forlag, 1984. s. 43, 46-47, 52-53. ISBN 87-567-3964-8
78. ↑  Hvem Hvad Hvor 1986 under redaktion af Henrik Borberg. Politikens Forlag, 1985. s. 50-51. ISBN 87-567-3983-4
79. ↑  Hvem Hvad Hvor 1988 under redaktion af Henrik Borberg. Politikens Forlag, 1987. s. 19. ISBN 87-567-4275-4
80. ↑  "Hovedstadsområdet - rettelse" af Erik B. Jonsen. BYtrafik 1/1985, s. 33.
81. ↑  "Hovedstadsområdet", BYtrafik 5/1984, s. 237.
82. ↑  "Natbuskørsel i hovedstadsområdet og på Sjælland 1984-2020" af Jesper Kiby. Udvidet udgave af artikel bragt i BYtrafik 5/2020.
83. ↑  "Historien omkring HT-Museets vogne", BYtrafik 5/2003, s. 212-214.
84. ↑  "HT-museet åbnet", BYtrafik 5/1984, s. 211-215.
85. ↑  "HT-Museet integreres med Sporvejsmuseet Skjoldenæsholm" af Mikael Lund, Per Søegaard og Jørgen Krog. BYtrafik 5/2003, s. 203-206.
86. ↑  "25 år med HT", HT-nyt 5/1998, s. 7.
87. ↑  "Linie 29 fejrer 50 års jubilæum", BYtrafik 1/1984, s. 14-15.
88. ↑  "Hovedstadsområdet" af Erik B. Jonsen. BYtrafik 3/1984, s. 127-128.
89. ↑  BYtrafik 3/1988, bagsiden (s. 127-128).
90. ↑  "Hovedstadsområdet", BYtrafik 6/1988, s. 267.
91. 1 2  "To hundredårs fødselsdage" af Stig Prehn. BYtrafik 1/2015, s. 36-37.
92. ↑  "Hovedstadsområdet", BYtrafik 5/1985, s. 228-229.
93. 1 2  "HTs ruteændringer", BYtrafik 3/1989, s. 90.
94. 1 2 3 4  "S89 - bedre S-tog og bedre busser", BYtrafik 2/1989, s. 37.
95. 1 2 3 4 5 6 7  For 25 år siden: HTs første udbud af Thomas de Laine. Myldretid, 11. august 2014.
96. 1 2 3  "Hovedstadsrådet nedlægges", BYtrafik 3/1989, s. 104-109.
97. ↑  Larsen & Poulsen (2009), s. 228.
98. 1 2  HUR Trafikdrift 2006, s. 2.
99. ↑  "Hovedstadsområdet", BYtrafik 5/1989, s. 217.
100. 1 2 3  Privatiseringen 10 år af Thomas de Laine. Myldretid, 30. marts 2000.
101. ↑  "Tredje udbudsrunde" af Henrik Karl Nielsen. BYtrafik 1/1992, s. 20.
102. ↑  "Hemmeligheden om Hvidovre Rutebiler" af Henrik Effersøe. BYtrafik 5/1993, s. 224-225.
103. ↑  Hansen (1994), s. 81-82.
104. ↑  Thingaard (1991), s. 122.
105. ↑  "HT" af John Kåre Bjørnson. BYtrafik 1/1991, s. 37.
106. 1 2  Mosgaard (1996), s. 9.
107. ↑  Mosgaard (1996), s. 12.
108. 1 2  "Udlicitering af HTs busdrift", BYtrafik 3/1995, s. 104-106.
109. ↑  "Manglende kvalitet koster bøder", HT-nyt 4/1995, s. 8-10.
110. ↑  Udbud i trafikselskaberne 1990-2006 af Thomas de Laine. Myldretid, 22. juli 2007.
111. ↑  Birch & Gold (2017), s. 150-152.
112. ↑  Birch & Gold (2017), s. 191-192.
113. ↑  Fakta om Combus af Thomas de Laine. Myldretid, 22. april 2001
114. 1 2 3 4 5 6  "S som succes" af Jesper Kiby Denborg. Busfronten 150/2000, s. 4-12.
115. 1 2  "HT", BYtrafik 1/1991, s, 37.
116. 1 2 3 4 5 6 7 8 9 10 11  HT på tryk 1974-2000 af Thomas de Laine. Myldretid, 5. oktober 2014.
117. 1 2 3  "P-bussen R.I.P 1994-2009", Busfronten 215/2009, s. 13-15.
118. ↑  "HT linieændringer 2.6.96" af Jesper Kiby Denborg. Busfronten 115/1996, s. 3-5.
119. ↑  "HT linieændringer 27.9.98" af Jesper Kiby Denborg. Busfronten 131/1998, s. 15-18.
120. ↑  "På sightseeing i Wonderful Copenhagen". Arkiveret fra originalen 7. april 2001. Hentet 13. september 2021.
121. ↑  Thinggaard (1992), s. 116-120.
122. ↑  "Ballerup/Gråhundbus" af Kim Thinggaard. BYtrafik 5/1993, s. 234.
123. ↑  "To nye busruter mellem Høje Taastrup og Odsherred", Busfronten 89/1993, s. 5-6.
124. ↑  "Premiere på vekselstrømsduobus" af Flemming Søeborg. BYtrafik 4/1993, s. 147-149.
125. ↑  "Duobussens indtog" af John-Kåre Bjørnson. BYtrafik 1/1993, s. 5-7.
126. ↑  Kollektiv Trafikplan 1993, HT og DSB, august 1992. s. 52-57. ISBN 87-981580-5-8
127. ↑  "Tilfældighedernes spil: 90'ernes trafikpolitik" af John Lundgren. BYtrafik 5/1999, s. 224.
128. ↑  "Københavns nye bybane" af Erik B. Jonsen og Jens Ole Christensen. Jernbanen 6/1994, s. 190.
129. ↑  "Farvel til duobusserne", HT-nyt 10/1998, s. 5.
130. ↑  "Tilfældighedernes spil" af John Lundgren. BYtrafik 4/1999, s. 168.
131. ↑  "Hollandsk sporvogn i København" af John Kåre Bjørnson. BYtrafik 1/1992, s. 5-10.
132. ↑  "Moderne tysk sporvogn udstillet på Frederiksberg" af John Kåre Bjørnson. BYtrafik 3/1994, s. 83-85.
133. ↑  "Sporvogne Linie 1, 2 og 3", folder udgivet af HT, vedhæftet BYtrafik 2/1994.
134. ↑  Tilfældighedernes spil: 90'ernes trafikpolitik" af John Lundgren. BYtrafik 5/1999, s. 226-227.
135. ↑  Kollektiv Trafikplan 1998 for hovedstadsområdet, HT, DSB og Banestyrelsen, juni 1998. s. 91. ISBN 87-90269-04-7
136. ↑  Kollektiv Trafikplan 1998 for hovedstadsområdet. s. 90-91. HT, DSB og Banestyrelsen, 1998. ISBN 87-90269-04-7
137. ↑  Projekt Basisnet Resumérapport Arkiveret 30. oktober 2021 hos  Wayback Machine, HT og Trafikministeriet, maj 1999. ISBN 87-986968-1-5. s. 3-4.
138. ↑  Projekt Basisnet Resumérapport, s. 13-15, 36.
139. ↑  Projekt Basisnet Resumérapport, s. 21-23, 37.
140. ↑  Projekt Basisnet Resumérapport, s. 29-30, 38.
141. ↑  Trafikplan 2003 Forslag, Hovedstadens Udviklingsråd, september 2003. s. 52-55. ISBN 87-7971-090-5
142. ↑  "Hård kritik af ny terminalbygning" af Birthe Jensen i Hvem Hvad Hvor 1997, s. 56. Politikens Forlag, 1998. ISBN 87-567-5655-0
143. ↑  Rådhuspladsen i forandring af Thomas de Laine. Myldretid, 9. august 2010.
144. ↑  "Nye HT-sider på Internettet", HT-nyt 5/1997, s. 2.
145. ↑  "Sjove busser på Internettet", HT-nyt 6+7/1997, s. 6-7.
146. ↑  "600 stiger på www.ht.dk hver dag", HT-nyt 2/1998, s. 11.
147. ↑  "Storkonflikten gav gennembrud for www.ht.dk", HT-nyt 5/1998, s. 3.
148. 1 2  "HT 25 år" af Anders Borring-Møller. BYtrafik 6/1999, s. 263-267.
149. ↑  "Jubibussen på overarbejde", HT-nyt 10/1999, s. 2.
150. ↑  "Jubilæum for alle", HT-nyt 5+6/1999, s. 11.
151. ↑  "HTs medarbejderfond bliver ikke udvidet", HT-nyt 11/1999, s. 5.
152. ↑  Kollektiv Trafikplan 1993, HT og DSB, august 1992. s. 62-63. ISBN 87-981580-5-8
153. 1 2  Havnebussen indviet af Thomas de Laine. Myldretid, 16. august 2000.
154. ↑  HUR Trafikdrift 2006, s. 38.
155. ↑  "Nye havnebusser og linieudvidelse" af Søren Agerskov og Jesper Kiby. Busfronten 302/2021, s. 4-8.
156. 1 2 3  "Rejsekortet" af Erik B. Jonsen. Jernbanen 3/2002, s. 12.
157. 1 2 3  "Nedtælling til Rejsekortet", HT-nyt 8/9 1998, s. 4-5.
158. 1 2  "På vej mod et nyt billetsystem", HT-nyt 5/1996, s. 7.
159. ↑  Trafikplan 2003 Forslag, s. 60. Hovedstadens Udviklingsråd, 2003. ISBN 87-7971-090-5
160. ↑  "Ny tidsplan for Rejsekortet" af Erik. B. Jonsen. Jernbanen 4/2008, s. 12-13.
161. ↑  "Rejsekortet" af Erik B. Jonsen. Jernbanen 6/2009, s. 15.
162. ↑  "Rejsekortet" af Erik. B. Jonsen. Jernbanen 1/2008, s. 13.
163. ↑  "Rejsekortet" af Erik B. Jonsen. Jernbanen 2/2008, s. 14.
164. ↑  "Nyt om Rejsekortet" af Erik B. Jonsen. Jernbanen 1/2009, s. 12.
165. ↑  "Linjeændringer i perioden 14.8-23.10.2011" af Jesper Kiby Denborg, Thomas de Laine m.fl. Busfronten 240/2012, s. 5.
166. ↑  "Movia Årsberetning 2011, 2. 13" (PDF). Arkiveret fra originalen (PDF) 30. november 2021. Hentet 19. februar 2022.
167. ↑  Plum & Viinholt-Nielsen (2009), s. 202
168. ↑  "Nu bliver HT en del af HUR" af Pernille Hermann. HT-nyt 6+7/2000, s. 3.
169. ↑  "HT er død - HUR længe leve" af Jesper Kiby Denborg. Busfronten 147/2000, s. 3.
170. 1 2  "Nyt design for køreplanerne" af Christine Ståle Sundstrup. HT-nyt 4/2003, s. 12-13.
171. ↑  "Nyt navn - gamle vaner" af Søren Boss Christensen. Trafiknyt 6/2006, s. 11.
172. ↑  Plum & Viinholt-Nielsen (2009), s. 204
173. ↑  Poulsen (2020), s. 117-118.
174. ↑  Plum & Viinholt-Nielsen (2009), s. 205-206.
175. 1 2 3 4  "A-busserne - metro på gadeplan" af Jesper Kiby Denborg. Busfronten 161/2002, s. 11-14.
176. 1 2 3  "Strid om takststigning" af Erik B. Jonsen. Jernbanen 1/2004, s. 4-5.
177. ↑  Taksterne nedsættes, HT-nyt 6+7/1997, s. 9.
178. ↑  "Priserne falder 28. september", HT-nyt 8+9/1997, s. 10-11.
179. 1 2  HUR Trafikdrift 2006, s. 9.
180. ↑  "Kunder købte klippekort i kassevis" af Anders Borring-Møller. Trafiknyt 2/2004, s. 7.
181. ↑  "Besparelser på busserne inden årets udgang" af Tine Bak Pedersen. Trafiknyt 1/2004, s. 4.
182. ↑  "Økonomien skal rettes op" af Jens Work Kristensen. Trafiknyt 4/2004, s. 4-6.
183. ↑  "God kontrol med snyderi" af Jens Work Kristensen. Trafiknyt 4/2004, s. 3.
184. ↑  "Med trafiktjenesten på billetkontrol" af Jesper Birn Lindeberg. Trafiknyt 3/2005, s. 3.
185. ↑  "Skærpet indsats mod snyderi" af James Pedersen. Trafiknyt 5/2004, s. 10.
186. ↑  "Med lovens arm i baghånden" af Søren Boss Christensen. Trafiknyt 3/2005, s. 2.
187. ↑  "Falsknerier skal standses straks" af Hans Trier. Trafiknyt 8-9/2004, s. 2.
188. ↑  "Klippekort-bande afsløret". DR, 28. februar 2002. Hentet 26. april 2022.
189. ↑  "HT-klippekort kan forsvinde fra kiosker". DR, 1. marts 2002. Hentet 26. april 2022.
190. ↑  "Svindel har kostet millioner" af Anders Borring-Møller og Hans Trier. Trafiknyt 10/2004, s. 3.
191. ↑  "Ægte eller falsk" af Tine Bak Pedersen. Trafiknyt 12/2005, s. 7.
192. 1 2  "Sidste chance for at bytte klippekort" af Mette Kruse Danielsen. Trafiknyt 6/2006, s. 10.
193. ↑  "Ombytning af klippekort" af Mette Kruse. Trafiknyt 2/2006, s. 6.
194. ↑  "3-zoners klippekort - kr. 20,-" af Søren Boss Christensen. Trafiknyt 7/2006, s. 9.
195. ↑  "Connex vandt det hele" af Jesper Kiby Denborg. Trafiknyt 1/2005, s. 6.
196. ↑  "De Blaa er tilbage" af Jesper Kiby Denborg. Trafiknyt 10/2004, s. 9.
197. ↑  "Busser og tog skal samles" af Jens Work Kristensen. Trafiknyt 3/2004, s. 7.
198. ↑  "Svenskerne viser vejen" af Jens Work Kristensen. Trafiknyt 6-7/2004, s. 5.
199. ↑  "Sjællandsk trafikselskab? - Ikke uden tog og metro" af Søren Boss Christensen. Trafiknyt 1/2005, s. 9.
200. ↑  Lov om regioner og om nedlæggelse af amtskommunerne, Hovedstadens Udviklingsråd og Hovedstadens Sygehusfællesskab, Lov nr. 537 af 24/6-2005. Retsinformation. Hentet 13. februar 2021.
201. ↑  "Trafikselskaberne efter kommunalreformen" af René Thaulov. Busfronten 187/2005, s. 3.
202. 1 2 3  "3-i-1 - Trafikselskab Sjælland" af Søren Boss Christensen. Trafiknyt 4/2006, s. 10.
203. ↑  Trafikselskabet på Sjælland er døbt af Thomas de Laine. Myldretid, 24. november 2006.
204. ↑  "Nyt selskab - ny organisation" af Søren Boss Christensen. Trafiknyt 9/2006, s. 11.
205. ↑  "Priser". Arkiveret fra originalen 11. februar 2008. Hentet 28. august 2021.
206. ↑  "Køreplaner". Arkiveret fra originalen 11. februar 2008. Hentet 28. august 2021.
207. ↑  Plum & Viinholt-Nielsen (2009), s. 224.
208. ↑  "Baneselskaber: Fra fire til to" af Søren Boss. Trafiknyt 2/2009, s. 12.
209. 1 2  Movia gør klar til E-busrenæssance af Thomas de Laine. Myldretid.dk, 10. marts 2016. Hentet 27. juni 2022.
210. ↑  "A-busserne fylder 10 år" af Jesper Kiby Denborg. Busfronten 245/2012, s. 3-14.
211. ↑  Enklere priser på vej i bus, tog og metro, pressemeddelelse fra Movia, 13. oktober 2016.
212. ↑  Linje og stationer Arkiveret 25. oktober 2020 hos  Wayback Machine, Hovedstadens Letbane. Besøgt 11. august 2021.
213. ↑  Tidsplan Arkiveret 28. oktober 2020 hos  Wayback Machine, Hovedstadens Letbane. Besøgt 11. august 2021.
214. 1 2 3 4 5 6  Fra hjemmebiblioteket: Et bomærke for HT (1985) af Thomas de Laine. Myldretids blog, 1. september 2020.
215. ↑  HT Orkestret, besøgt 27. august 2021.
216. ↑  Christensen & Hørsted (2018), s. 50-52.
217. ↑  Mosgaard (1984), s. 22.
218. ↑  Mosgaard (1984), s. 30, 36.
219. ↑  Mosgaard (1984), s. 96.
220. ↑  For 40 år siden: Bussificeringen afsluttes af Thomas de Laine. Myldretid, 22. april 2012.
221. ↑  Mosgaard (1984), s. 24-26, 32-34, 38-39.
222. ↑  Mosgaard (1984), s. 124-139.
223. ↑  Mosgaard (1984), s. 124.
224. ↑  Mosgaard (1984), s. 173-198.
225. 1 2  Mosgaard (1984), s. 9.
226. ↑  Mosgaard (1984), s. 52, 60.
227. ↑  Mosgaard (1996), s. 10.
228. 1 2  Mosgaard (1984), s. 8.
229. ↑  Mosgaard (1996), s. 10-11.
230. ↑  Mosgaard (1984), s. 8-9.
231. ↑  Mosgaard (1996), s. 30.
232. ↑  Sinding (1995), s. 62-65.
233. ↑  Hansen (1998), s. 89-90.
234. ↑  Hansen (1994), s. 92-93.
235. ↑  Thingaard (1991), s. 156-159.
236. ↑  Thinggaard (1992), s. 129-130.
237. ↑  For 25 år siden: ReBUS renoverer 230 HT-busser af Thomas de Laine. Myldretid, 13. august 2018.
238. ↑  "Ledbus frem for todækker" af Søren Palsbo. BYtrafik 4/1975, s. 92-94.
239. ↑  Mosgaard (1984), s. 120-121, 209.
240. ↑  Mosgaard (1984), s. 72, 122, 152.
241. ↑  "HTs hybridbusser" af Kai W. Mosgaard. BYtrafik 6/1984, s. 258-261.
242. ↑  Mosgaard (1996), s. 84, 162.
243. 1 2  For 25 år siden: Danmarks første lavgulvsbusser af Thomas de Laine. Myldretid, 29. marts 2017.
244. ↑  "Lavt gulv - ja tak", HT-nyt 2/1995, s. 2.
245. ↑  Gassen går af København af Thomas de Laine. Myldretid, 14. september 2009.
246. ↑  "Gasbusser på vej", HT-nyt 6+7/1997, s. 8-9.
247. ↑  "Combus A/S af Lars Erslev". Busfronten 125/1997, s. 12.
248. ↑  "Gasbusser er ikke fremtiden" af Jesper Kiby Denborg. Busfronten 129/1998, s. 8.
249. ↑  10 år med dobbeltdækkere i København af Thomas de Laine. Myldretid, 3. april 2011.
250. ↑  HUR Trafikdrift 2006, s. 32.
251. ↑  Mosgaard (1984), s. 6-7.
252. ↑  Hvidovre Rutebiler, Valby og København, før og nu. Besøgt 13. september 2021.
253. ↑  Detaljer for 7700361, Busarkivet.dk. Besøgt 13. september 2021.
254. ↑  Mosgaard (1984), s. 7.
255. 1 2  Mosgaard (1996), s. 15.
256. ↑  "Hvorfor er HT-busserne gule", HT-nyt 3/1995, s. 8.
257. ↑  Busdivisionen 1469 ved Irlandsvej garage, København af Dennis Holm Petersen. Myldretid, 10. oktober 2005.
258. ↑  Mosgaard (1996), s. 12-13.
259. ↑  HURs A-busnet: Kontraktomlægninger og design af Thomas de Laine. Myldretid, 23. april 2002.
260. ↑  "Facts om 120 nye busser" af René Juul Clausen. HT-nyt 3/2003, s. 12-13.
261. ↑  "Movias busser er gule" af Mette Kruse. Trafiknyt 5/2007, s. 6.
262. ↑  "Nye busser på prøve" af Henriette Sø. Trafiknyt 2/2004, s. 3.
263. ↑  Produkthandler John Staaling er død af Thomas de Laine. Myldretid, 19. oktober 2021.
264. 1 2  Christensen & Hørsted (2018), s. 558.
265. ↑  Klik dig rundt på Sporvejsmuseet Skjoldenæsholm, Sporvejsmuseet.dk. Besøgt 19. oktober 2021.
266. ↑  Bus fra og til Borup Station, Sporvejsmuseet.dk. Besøgt 19. oktober 2021.
267. ↑  Lej en veteranbus, Sporvejsmuseet.dk. Besøgt 19. oktober 2021.
268. ↑  Christensen & Hørsted (2018), s. 50, 58. Sporvejshistorisk Selskab, 2018. ISBN 87-91109-29-9
269. ↑  HT 428 (Hovedstadsområdets Trafikselskab), Sporvejsmuseet.dk. Besøgt 19. oktober 2021.
270. ↑  HT 1388 (Hovedstadsområdets Trafikselskab), Sporvejsmuseet.dk. Besøgt 19. oktober 2021.
271. ↑  HT 1501 (Hovedstadsområdets Trafikselskab), Sporvejsmuseet.dk. Besøgt 19. oktober 2021.
272. ↑  HT 1856 (Hovedstadsområdets Trafikselskab), Sporvejsmuseet.dk. Besøgt 19. oktober 2021.
273. ↑  TAK 1167 (Tallinna Autobussikoondiis, Estland), Sporvejsmuseet.dk. Besøgt 19. oktober 2021.
274. ↑  Christensen & Hørsted (2018), s. 51-52.
275. ↑  COM 5202 (ComBus), Sporvejsmuseet.dk. Besøgt 19. oktober 2021.
276. ↑  CT 2806 (City Trafik), Sporvejsmuseet.dk. Besøgt 19. oktober 2021.
277. ↑  AD 1425 (Arriva Danmark), Sporvejsmuseet.dk. Besøgt 19. oktober 2021.
278. ↑  HUR Trafikdrift 2006, s. 15-18.
279. ↑  HUR Trafikdrift 2006, s. 15.
280. ↑  "Forslag til stambusnet i København, Trafikdage på Aalborg Universitet, 2000" (PDF). Arkiveret fra originalen den 3. april 2016. Hentet 29. februar 2020.{{cite web}}:  CS1-vedligeholdelse: Uegnet url (link)
281. 1 2  Alle ændringer i HUR-området d. 25. og 29. maj, Myldretid.dk, 22. maj 2003, opdateret 27. juli 2003.
282. 1 2  "HUR Trafik linje- og entreprenørændringer 14.12.2003" af Jesper Kiby Denborg, Thomas de Laine m.fl. Busfronten 174/2003, s. 4-6.
283. ↑  HURs A-busnet: Kontraktomlægninger og design, Myldretid.dk, 23. april 2002.
284. ↑  HUR Trafikdrift 2006, s. 17.
285. ↑  "S-busserne skifter design" af Thomas de Laine. Busfronten 169/2003, s. 6.
286. 1 2 3 4 5 6  Velkommen til HT, HT, februar 1996. s. 8.
287. ↑  Vinterkøreplan, gyldig fra 26. september 1976 til 23. april 1977, HT, s. 6, 22-24.
288. ↑  HUR Trafikdrift 2006, s. 19.
289. ↑  "Natdriften hos Københavns Sporveje og HT" af Willy Christensen. BYtrafik 3/2020, s. 16-25.
290. 1 2  "Det er nat med 900-numrene" af Jesper Kiby Denborg. 'Busfronten 126/1997, s. 12-15.
291. ↑  HUR Trafikdrift 2006, s. 20.
292. ↑  HUR Trafikdrift 2006, s. 18.
293. ↑  Vinterkøreplan, gyldig fra 13. oktober 1974 til 19. april 1975. HT og DSB.
294. ↑  Vinterkøreplan, gyldig fra 20. april til 27. september 1975. HT og DSB.
295. ↑  "Boganmeldelse" af Thorkild Ring Hansen. BYtrafik 1/1976, s. 21.
296. ↑  Sommerkøreplan, gyldig fra 25. april 1976 til 25. september 1976. HT og DSB.
297. ↑  Køreplan 29.9.1985 - 19.4.1986, HT.
298. ↑  "Hovedstadsområdet", BYtrafik 3/1986, s. 132.
299. ↑  "Hovedstadsområdet", BYtrafik 5/1989, s. 218.
300. ↑  "Ny brugervenlig køreplan", Busfronten 31/1987, s. 2.
301. ↑  Busser og tog, gyldig fra 26. september 1993 til 28. maj 1994, HT.
302. ↑  "Den samlede HUR-køreplan er udkommet for sidste gang" af Thomas de Laine. Busfronten 172/2003, s. 6.
303. ↑  "Øvrige HUR Trafik linje- og entreprenørændringer", Busfronten 180/2004, s. 6-8.
304. ↑  "Slut med køreplaner på S-busserne" af Nicola Boserup. Trafiknyt 9/2008, s. 10.
305. ↑  Sidste Ligeud er udkommet af Thomas de Laine. Myldretid, 13. januar 2007.
306. ↑  "Nyt år - nyt blad", HT-nyt 1/1995, s. 2.
307. ↑  "Dødsfald", BYtrafik 6/1996, s. 282.
308. ↑  "Hovedstadsområdet" af Erik B. Jonsen. BYtrafik 5/1980, s. 187.
309. ↑  "Finn Torjussens død" af John Kåre Bjørnson. BYtrafik 2/1990, s. 57-58.
310. ↑  "HT", BYtrafik 2/1990, s. 86.
311. ↑  "HT", BYtrafik 4/1990, s. 182.
312. ↑  "HT", BYtrafik 6/1992, s. 271.
313. 1 2  "Ny direktør i HT", BYtrafik 1/1993, s. 27.
314. ↑  Movia og entreprenører sagde pænt farvel til Johannes af Thomas de Laine. Myldretid, 28. februar 2009.